# Vivienda en España

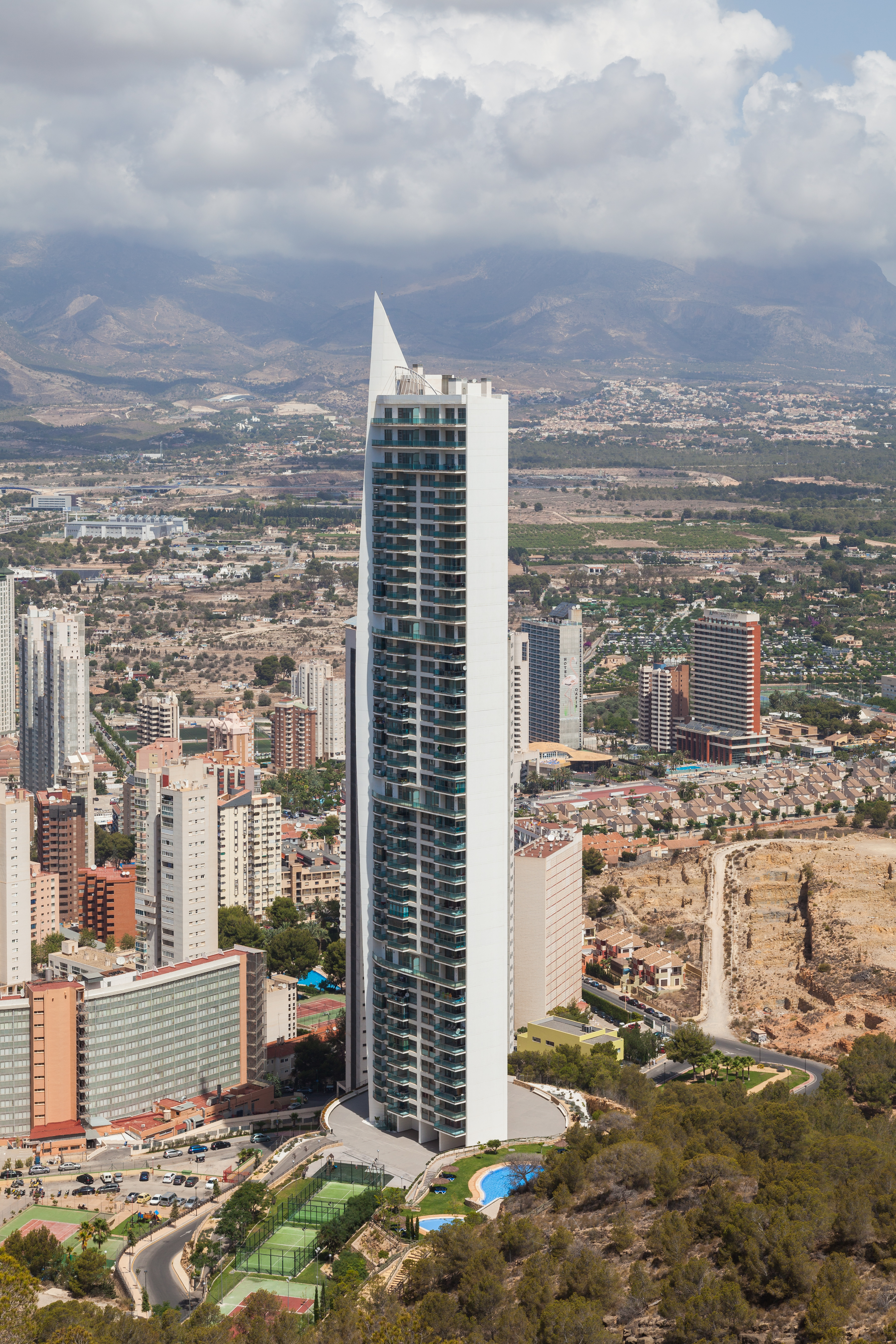
La Torre Lúgano, construida entre 2004 y 2007 en Benidorm (Alicante, Comunidad Valenciana), fue el edificio de viviendas más alto de España, superado después por el edificio Intempo, también en Benidorm

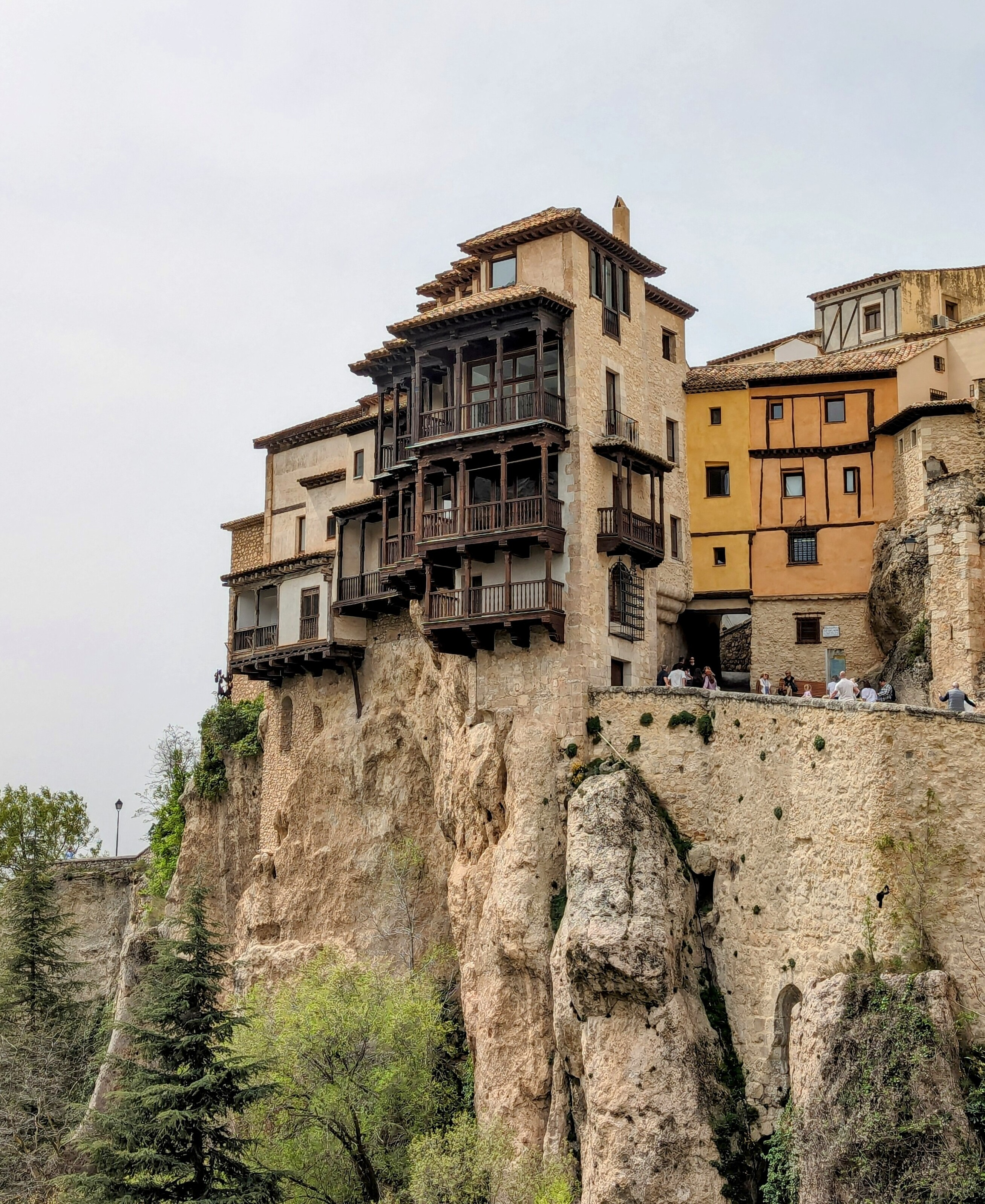
Casas Colgadas de Cuenca, construidas entre los siglos y para su uso como viviendas, hoy reclamo turístico de la ciudad y sede del Museo de Arte Abstracto Español

España tenía 26 902 443 viviendas en el año 2023, según datos de la Estimación del Parque de Viviendas del Ministerio de Vivienda y Agenda Urbana, de las que 19 165 829 eran viviendas principales o 'primera vivienda' y 7 736 614 eran viviendas secundarias.
Si el número de familias, según el Instituto Nacional de Estadística (INE), era de 18 754 800 en 2020, habría más viviendas principales que familias censadas.
Según la Encuesta de Características Esenciales de la Población y las Viviendas del INE, el 15,9 % de los hogares residía en 2021 en vivienda en régimen de alquiler, frente al 13,5 % de 2011. El 15,5 % de los hogares disponía de segunda residencia. Uno de cada tres hogares declaraba que su edificio no era de fácil acceso.
Según Eurostat, en 2021 el 75,8 % de las viviendas en España se encuentran en régimen de propiedad por quien las habita, y el 24,2 % se encuentran en régimen de alquiler.
Durante el período 1997-2007 se creó una burbuja inmobiliaria en España que estalló en 2008, iniciándose la crisis inmobiliaria española 2008-2013 junto con un retroceso económico en todos los aspectos de la economía -Crisis española de 2008-2014-. El resultado de la explosión de la burbuja fue una brusca caída de la demanda y también una caída del precio de la vivienda a medio plazo, que se fue produciendo desde finales de 2007 -continuando aún en 2013- y que estaba provocada por la incapacidad del mercado para absorber la enorme oferta de vivienda construida y vacía disponible. Este cambio de ciclo inmobiliario tuvo lugar por factores internos y externos: por un lado, la falta de liquidez del sistema financiero, causada por la crisis de las hipotecas subprime en Estados Unidos en agosto de 2007, y por otro, debido al deterioro interno de la economía española, la falta de financiación y el agotamiento del modelo de crecimiento (basado en la construcción), al reducirse los retornos de la inversión (provocando la salida del mercado de los especuladores) y contenerse el crédito. En 2018 se apreciaba un repunte de los precios de la vivienda apareciendo de nuevo los problemas asociados a la falta de vivienda, encarecimiento de precios y dificultad de acceso de jóvenes a la vivienda ya fuera de alquiler o en compra.

## Marco legal
En España, las comunidades autónomas tienen transferida la competencia principal en materia de vivienda. Esto implica que son responsables de diseñar y aplicar las políticas regionales sobre urbanismo y vivienda, incluyendo la promoción pública, la supervisión del parque de vivienda social, la rehabilitación de edificios y la inspección técnica. Además, las comunidades asumen las competencias sobre el ordenamiento del territorio y las leyes del suelo, lo que les permite definir cómo y dónde se desarrolla la vivienda en su territorio.
Los Ayuntamientos ejercen las competencias delegadas por las autonomías. En particular, son los encargados de la planificación urbana local y la concesión de licencias de obra, así como de la promoción y gestión de vivienda pública en su ámbito. Esto significa que las decisiones y la agilidad para construir o rehabilitar viviendas pueden variar notablemente según el municipio.
El Gobierno central, aunque no legisla directamente en vivienda o urbanismo, tiene competencias indirectas que influyen en el sistema. Por un lado, elabora el régimen jurídico básico de contratos de alquiler y compraventa, establenciendo, con los límites de renovación y los índices de precios, así como el marco tributario general (IVA, IRPF, etc). También establece normas sobre crédito inmobiliario e hipotecas. De hecho, el Tribunal Constitucional ha anulado en varias ocasiones partes de leyes estatales que invadían competencias autonómicas.

### Derecho a la vivienda

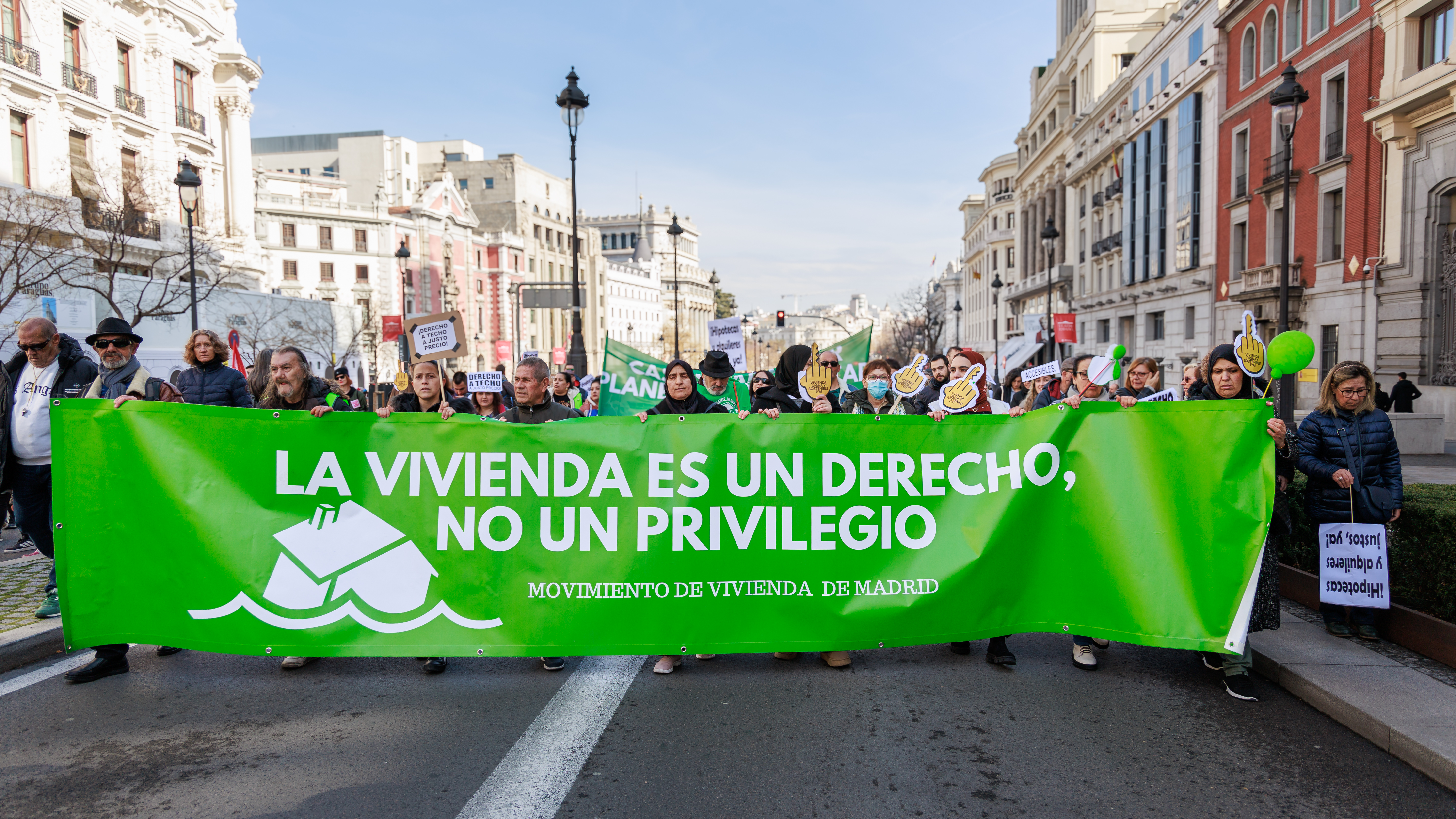
Manifestación por una vivienda digna en Madrid en febrero de 2025

La Constitución española de 1978 recogió expresamente el derecho a la vivienda, así como una obligación de las administraciones públicas respecto a este derecho:

Artículo 47

Todos los españoles tienen derecho a disfrutar de una vivienda digna y adecuada. Los poderes públicos promoverán las condiciones necesarias y establecerán las normas pertinentes para hacer efectivo este derecho, regulando la utilización del suelo de acuerdo con el interés general para impedir la especulación. La comunidad participará en las plusvalías que genere la acción urbanística de los entes públicos
Constitución española de 1978

Estos artículos están incluidos en el Título I De los derechos y deberes fundamentales, pero en el capítulo tercero De los principios rectores de la política social y económica, que deben informar la legislación positiva, la práctica judicial y la actuación de los poderes públicos. Podrán ser alegados ante la Jurisdicción ordinaria de acuerdo con lo que dispongan las leyes que los desarrollen.
La ley vasca de vivienda (ley 3/2015, de 18 de junio) impulsada por la oposición durante el gobierno de Iñigo Urkullu (PNV) con los votos a favor del PSE-EE (PSOE), EH Bildu y UPyD y los votos en contra del PP y el PNV, reconoce el derecho subjetivo a una vivienda digna, exigible ante los tribunales, para personas con bajos ingresos y en riesgo de exclusión, aplicándose de forma gradual según tamaño familiar y renta. Incluye un canon anual de 10 €/m² a viviendas vacías sin justificación, la posibilidad de expropiar temporalmente inmuebles a bancos para evitar desahucios y la reserva mayoritaria de vivienda pública al alquiler (80 % inicialmente, luego 100 %).

### Ley del suelo de Aznar

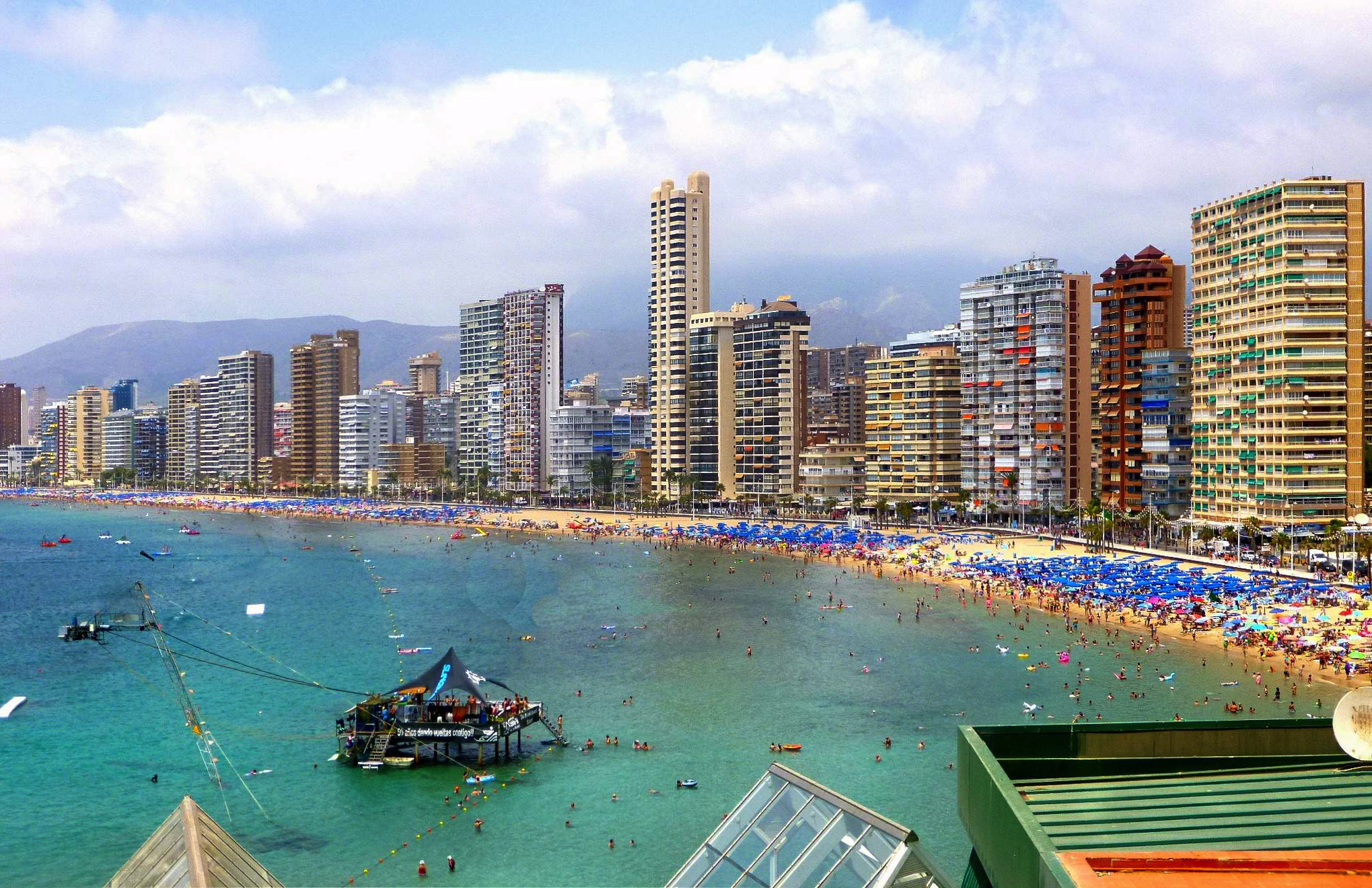
Benidorm, en la Costa Blanca (Alicante, Comunidad Valenciana) es la ciudad española con mayor número de rascacielos

Antes de la aprobación de la ley 6/1998, de 13 de abril, sobre Régimen del Suelo y Valoraciones, aprobada durante el primer gobierno de José María Aznar (PP), el régimen urbanístico en España se basaba en un principio más restrictivo: el suelo solo adquiría valor urbanístico cuando estaba clasificado expresamente como urbanizable. Esto limitaba la cantidad de terrenos disponibles para construir.
La ley de 1998 cambió ese enfoque con el objetivo de abaratar el precio de la vivienda y dinamizar la construcción. Establecía que todo el suelo era urbanizable salvo el que estuviera expresamente protegido (parques naturales, suelos rústicos de especial protección, etc.). Esto supuso un giro radical, ya que ampliaba de manera masiva el suelo susceptible de desarrollo urbanístico. Establecía que el valor de los terrenos debía calcularse teniendo en cuenta su potencial urbanístico, lo que en la práctica encareció el precio del suelo, y en lugar de abaratar la vivienda, la encareció. Esto incentivó la especulación inmobiliaria, ya que impulsó la compra y retención de suelo urbanizable como activo financiero. La ley es considerada uno de los detonantes del gran ciclo de expansión inmobiliaria en España de finales de los años 1990 y 2000. Se produjeron fenómenos de urbanización masiva, expansión de segundas residencias y fuerte impacto ambiental en la costa y áreas metropolitanas. Junto con otros factores financieros como la facilidad de crédito o los tipos de interés bajos, esta ley es vista como un pilar en la gestación de la burbuja inmobiliaria que estalló en 2008.
La sentencia 164/2001 del Tribunal Constitucional de España declaró inconstitucional parte de la ley por invasión de competencias autonómicas. Posteriormente fue sustituida por la ley del suelo de 2007, del gobierno de José Luis Rodríguez Zapatero, que cambió el enfoque, introduciendo criterios de desarrollo sostenible y limitando la consideración de suelo urbanizable.

### Ley por el derecho a la vivienda de Sánchez
La primera ley de vivienda estatal de la democracia, la ley 12/2023, de 24 de mayo, por el derecho a la vivienda, elaborada por el gobierno de coalición del PSOE y Unidas Podemos, presidido por Pedro Sánchez (PSOE), fue aprobada en 2023 tras intensas negociaciones de año y medio entre ambos partidos. 
Entre las novedades que introduce en el sistema jurídico es que los honorarios inmobiliarios del alquiler deben correr a cargo del casero, rebaja el concepto de «gran propietario» a aquellos que tengan al menos 5 inmuebles y elimina el Índice de precios al consumidor (IPC) como índice de referencia para actualizar contratos de alquiler firmados a partir del 26 de mayo de 2023. Para ello modifica la ley 29/1994, de 24 de noviembre, de Arrendamientos Urbanos, estableciendo un Índice de Referencia para la Actualización de Arrendamientos de Vivienda (IRAV), calculado por el Instituto Nacional de Estadística (INE), que busca ofrecer una referencia más estable y moderada que el IPC para la actualización anual de los alquileres en contratos firmados a partir del 26 de mayo de 2023. Este índice se calcula mensualmente y se basa en una fórmula ponderada que incluye la variación del IPC general y del IPC subyacente, un parámetro relacionado con el crecimiento esperado del IPC a largo plazo y un coeficiente moderador que ajusta las diferencias entre estos índices.
Asimismo, el IRAV sirve como referencia para poder establecer límites al precio del alquiler en zonas tensionadas. Los topes los pueden aplicar las comunidades autónomas tras declarar una determinada área como zona tensionada, pudiendo ofrecer también incentivos fiscales a los propietarios que reduzcan precios.

## Parque de viviendas

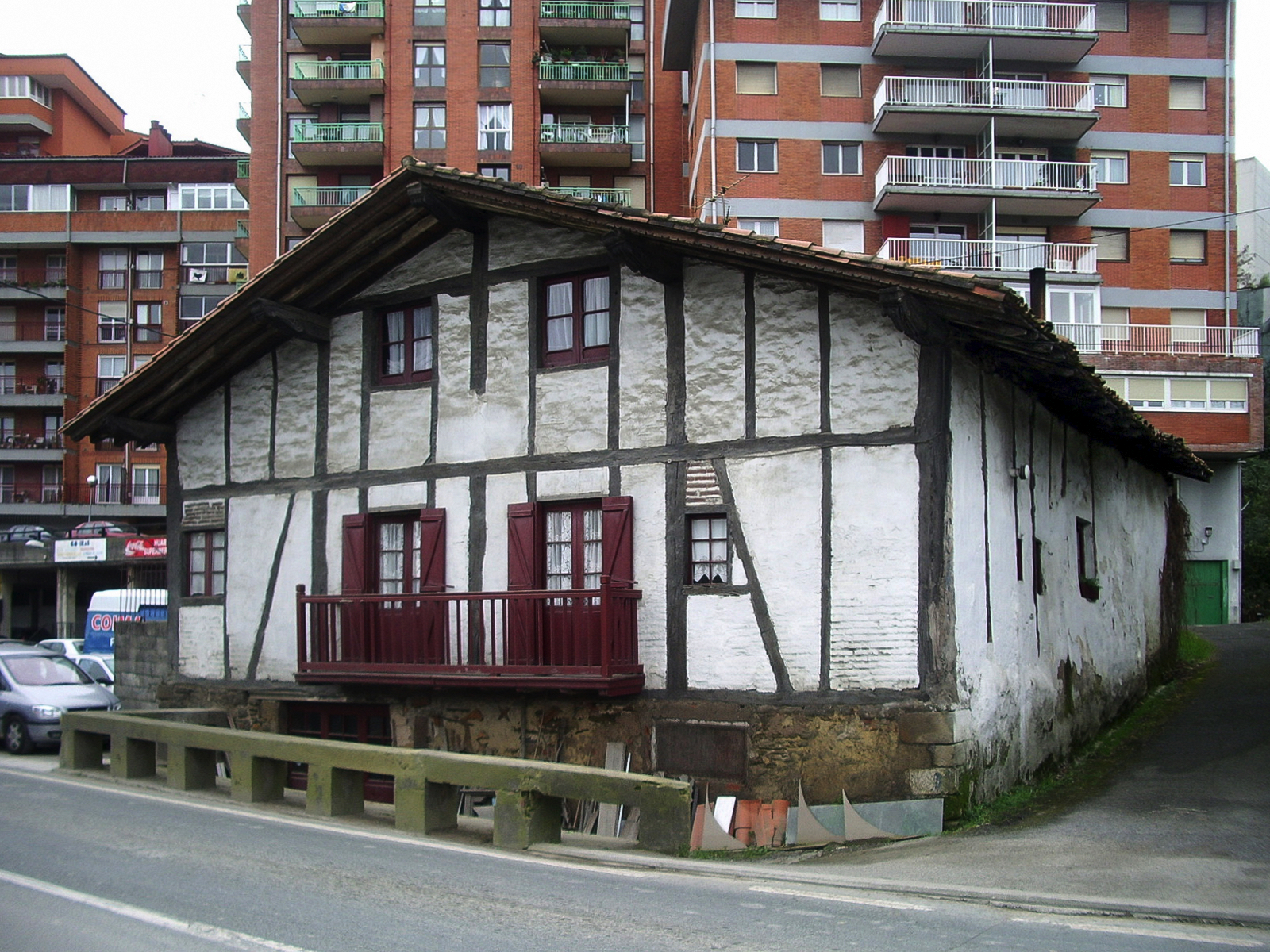
El caserío Patxillardegi, situado en San Sebastián (Guipúzcoa, País Vasco), fue construido en el para un uso mixto como vivienda, explotación agrícola y lagar de sidra. Hoy se encuentra actualmente en desuso y en sus proximidades se han edificado bloques de pisos, en una de las ciudades con la vivienda más cara

Entre 2001 y 2024, el parque total de viviendas en España creció de 21,03 millones a 27,00 millones, lo que supone un aumento cercano a los 6 millones de unidades (+28,4 %). Este incremento no ha sido lineal: durante los primeros años, especialmente hasta 2010, el crecimiento fue más acelerado, coincidiendo con la expansión inmobiliaria previa a la crisis financiera de la Gran Recesión de 2008-2014. Entre 2011 y 2015 se observa una ralentización, seguida de una recuperación moderada a partir de 2016.
Las viviendas principales pasaron de 14,18 millones en 2001 a 19,28 millones en 2024, lo que representa un incremento de 5,09 millones (+35,9 %). Este aumento ha sido relativamente constante, aunque con una ligera desaceleración en los años posteriores a 2011. En términos relativos, el peso de las viviendas principales en el total ha crecido del 67,4 % en 2001 al 71,4 % en 2024, lo que refleja una tendencia hacia un uso más residencial del parque de viviendas, pues las viviendas no principales —aquellas destinadas a segunda residencia, uso temporal o desocupadas— pasaron de 6,85 millones en 2001 (32,6 % del total) a 7,73 millones en 2024 (28,6 % del total), con un crecimiento mucho más moderado (+12,9 %).

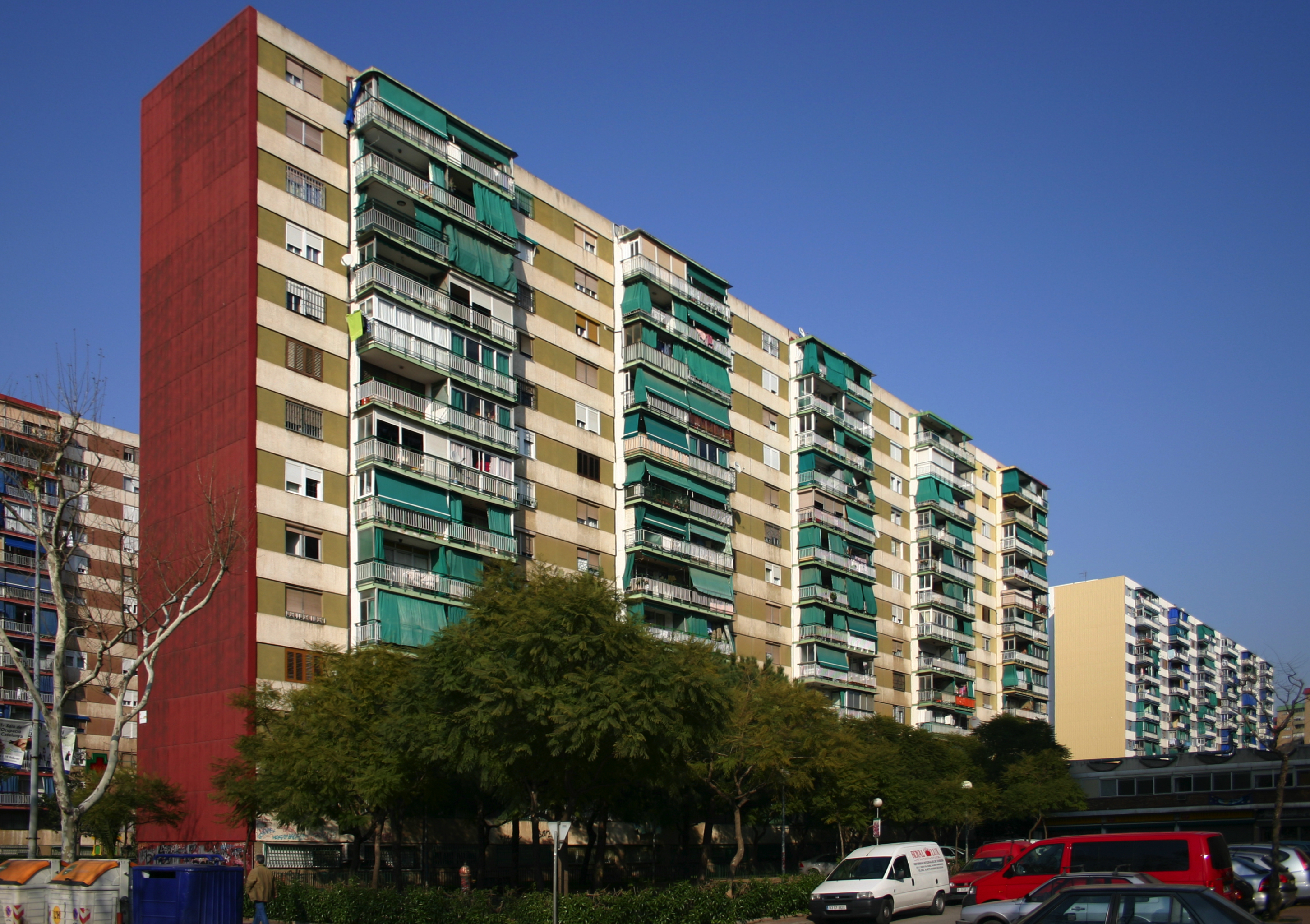
Bloques de viviendas en Hospitalet de Llobregat (Barcelona, Cataluña)

Estimación del parque de viviendas (2001-2024)

### Antiguedad

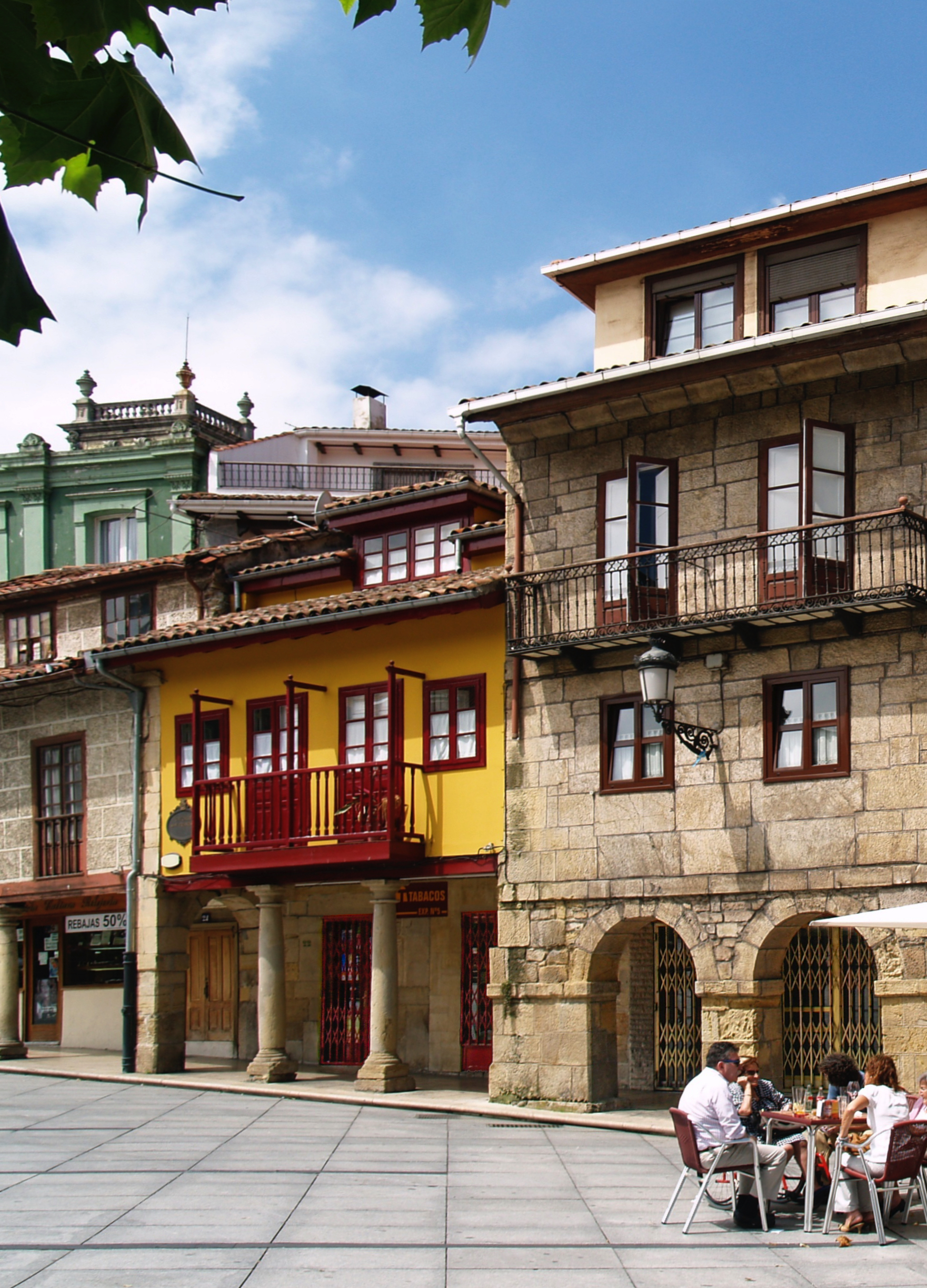
Casas tradicionales, edificadas en 1890 y 1910, en Avilés, Asturias

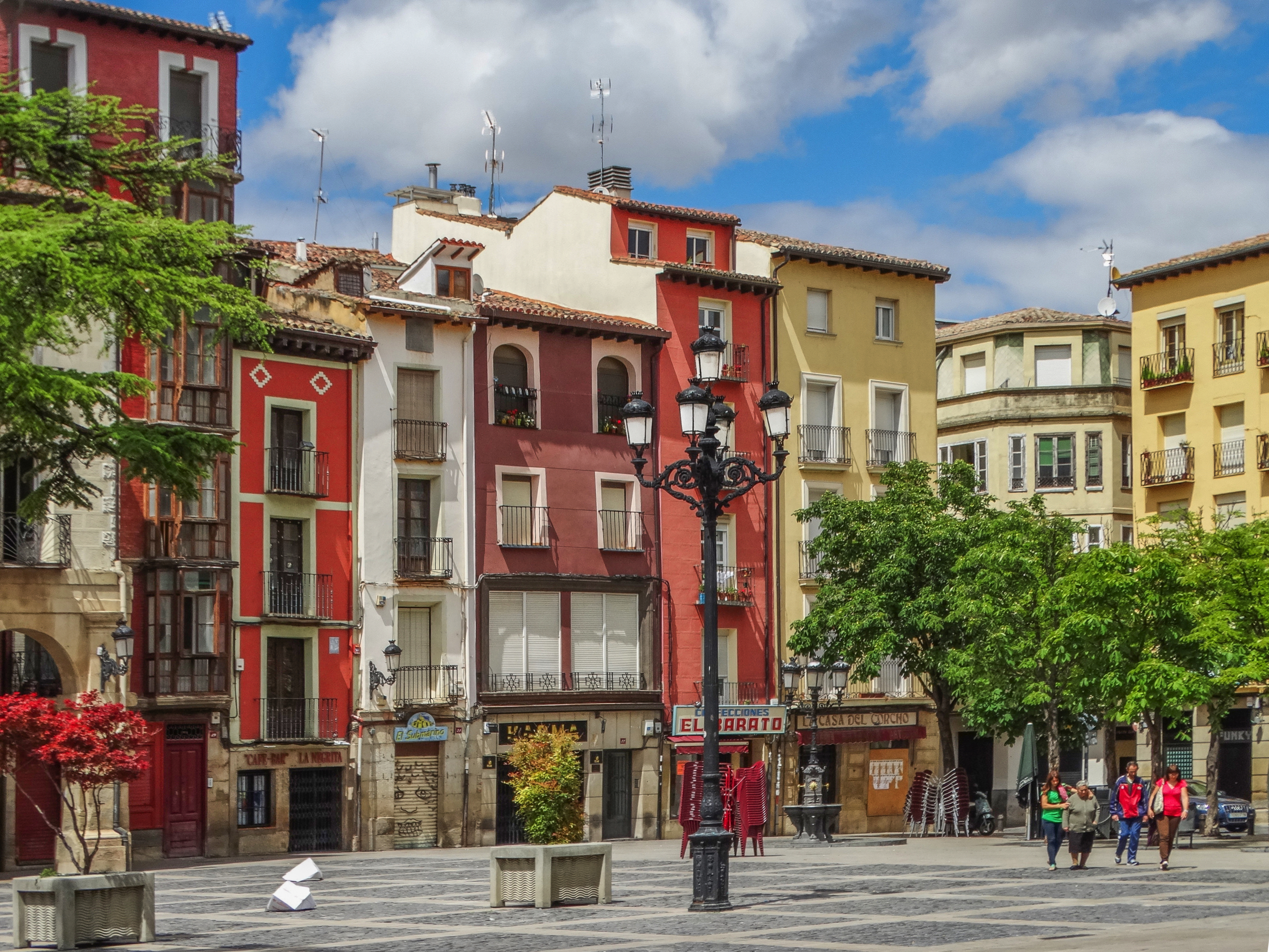
Casas tradicionales protegidas en Logroño, La Rioja, edificadas en 1900

Según un informe de la Federación Nacional de Asociaciones Inmobiliarias (FAI) publicado en agosto de 2023, la edad media del parque de vivienda usada en España es de 43,5 años. El estudio, basado en información de unas 1200 agencias inmobiliarias, muestra que muchas viviendas usadas en España presentan deficiencias relacionadas principalmente con su antigüedad y diseño. Cerca del 32 % carece de ascensor, lo que dificulta la movilidad en edificios altos. Alrededor del 25 % tiene poco espacio exterior, como balcones o terrazas. Casi el 24 % no cuenta con aislamiento térmico adecuado, afectando el confort y el consumo energético. Cerca del 19 % carece de rampas de acceso, limitando la accesibilidad para personas con movilidad reducida. Estas cifras reflejan la necesidad de rehabilitación y adaptación de gran parte del parque de viviendas para mejorar su funcionalidad, accesibilidad y eficiencia.
| Antiguedad del parque de viviendas en España                                                   |
|                                                                                                |
| Porcentaje del parque residencial español construido en cada periodo, según datos del Catastro |

Las viviendas anteriores a 1960 representan menos del 15 % del total. La gran mayoría de las viviendas, el 95 % del total, fueron construidas antes de 2009, concentrándose especialmente entre 1960 y 2009, periodo en el que se generó cerca del 67 % del total, con picos en las décadas de 1970 (18,4 %) y 2000 (21,5 %), coincidiendo esta última con el bum y la burbuja inmobiliaria en España. Desde 2010, el crecimiento ha sido muy limitado, con solo un 3,9 % entre 2010 y 2019 y menos del 1 % desde 2020, debido a la absorción del exceso de stock, la escasez de suelo y mano de obra, los largos trámites administrativos y las restricciones de financiación para promotores. La antigüedad de las viviendas muestra así que el parque residencial español está compuesto mayoritariamente por edificios construidos en la segunda mitad del siglo XX y la primera década del siglo XXI.

### Tipología
Según el Eurostat, España, en 2022, es el país donde más personas viven en pisos, el 65,6 % de la población, frente al 34,2 % que lo hace en viviendas unifamiliares, siendo este fenómeno especialmente urbano, mientras que en las zonas rurales predominan las casas (77,3 %). La vida en pisos refleja la concentración en ciudades y la distribución de la población según el tipo de vivienda.

### Equipamientos

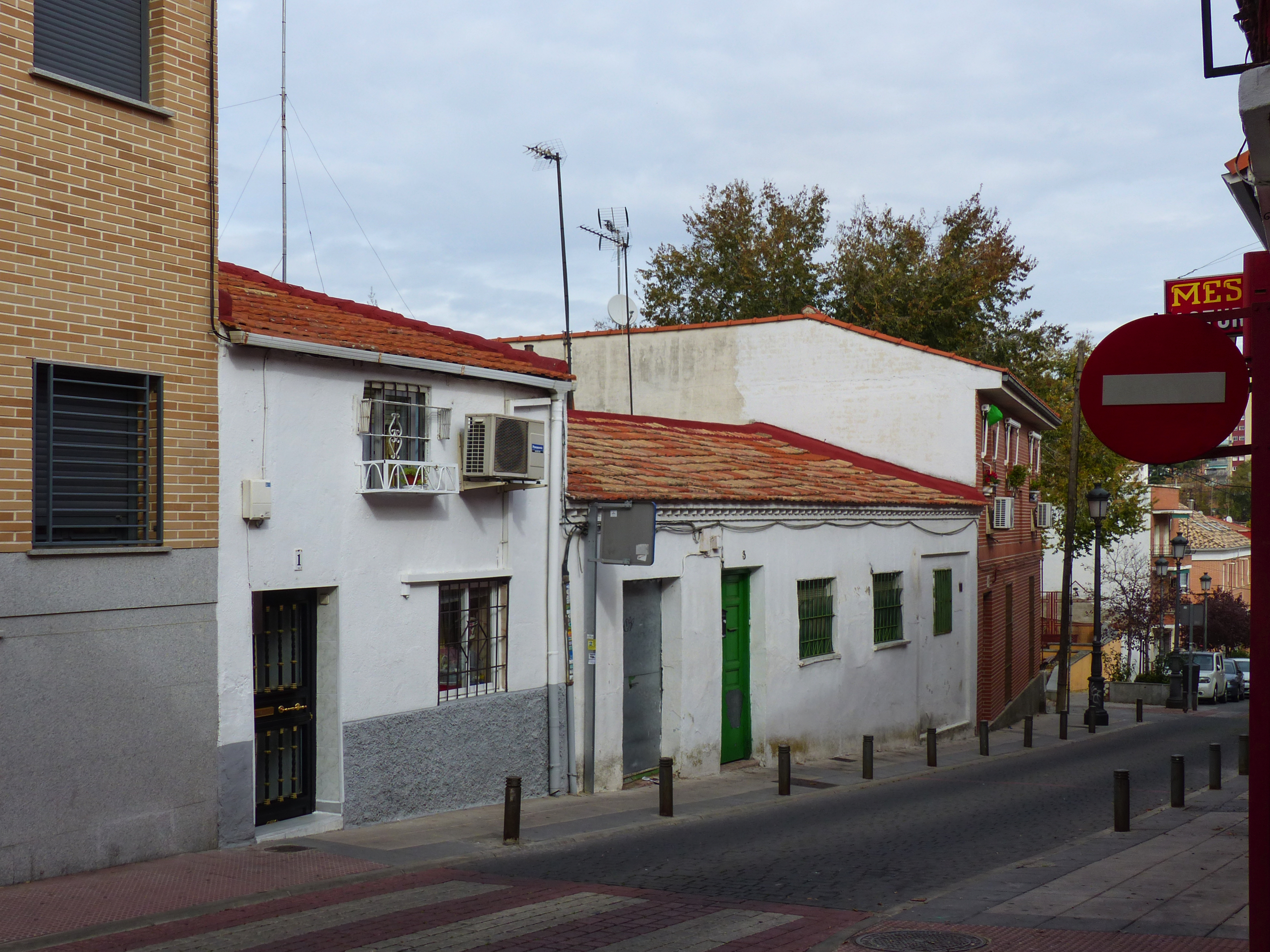
Casas bajas en Hortaleza, Madrid, a menudo catalogadas como infravivienda

#### Servicios básicos
Según el INE, en 2021, el 99,85 % de las viviendas en España tienen acceso a agua corriente, un 99,76 % dispone de aseo, un 99,52 % dispone de baño/ducha.
Según el Observatorio del Alquiler, 8,5 millones de personas sufren exclusión residencial en España, lo que supone casi un 18 % de la población. De ellas, entre 28 500 y 42 000 viven directamente en la calle o en albergues, mientras que 3,7 millones lo hacen en viviendas inseguras, bajo amenaza de desalojo o sin estabilidad en la tenencia y 4,8 millones residen en hogares inadecuados, con problemas de habitabilidad, chabolismo o hacinamiento, siendo este último el caso más extendido y que afecta a 4,1 millones de personas, un 8,7 % de la población.
Según la Encuesta de Características Esenciales de la Población y las Viviendas, publicada por el INE en 2021, la lavadora es el electrodoméstico más común, presente en el 98,9 % de las viviendas, y la secadora el menos frecuente, presente solo en el 26,3 % de las viviendas.

#### Eficiencia energética

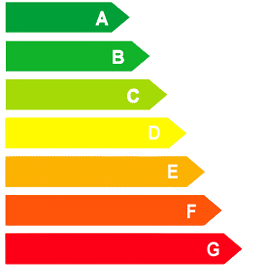
Escala de etiquetas de certificación energética, donde la A, en verde, es la más eficiente, y la G, en rojo, es la más ineficiente

En 2013, el Gobierno de Mariano Rajoy aprobó el real decreto 235/2013, de 5 de abril, actualizado luego por el real decreto 390/2021, que estableció la obligación de poner a disposición de compradores o arrendatarios un Certificado de Eficiencia Energética (CEE) de las viviendas, en el momento de su venta o alquiler.
Un Certificado de Eficiencia Energética (CEE) es un documento oficial para informar al comprador o inquilino del consumo energético un edificio, vivienda o local, es decir, de cuánto le costará la factura de la luz/gas. Este debe contener la etiqueta energética, de la A (muy eficiente, menor consumo) a la G (muy ineficiente, mayor consumo), el consumo energético anual estimado en kWh/m², emisiones de CO₂ asociadas al consumo de energía, características técnicas del inmueble, como el aislamiento térmico, carpinterías (ventanas, puertas) y sistemas de calefacción, refrigeración y ACS (agua caliente sanitaria) y recomendaciones de mejora para aumentar la eficiencia y reducir consumo, como cambiar ventanas, aislar las paredes, cambiar la caldera, etc.
Según datos del Instituto para la Diversificación y Ahorro de la Energía (IDAE), más del 80 % de los edificios y viviendas en España reciben una calificación energética E, F o G, lo que indica ineficiencia energética. En 2024, la mayoría de las viviendas tienen una calificación energética E (70,7 %), seguidas por las categorías F, G y D (23,7 % en total). Solo el 5,6 % corresponde a las más eficientes (A, B y C). Hasta finales de 2021, se habían registrado un total de 5 978 358 certificados de eficiencia energética en edificios. La Comisión Europea ha establecido que todas las viviendas deberán tener como mínimo un certificado de eficiencia energética E en 2030 y D en 2033.
La mejora de una letra en la eficiencia energética puede aumentar el precio de las viviendas en un 1,3 % de media y hasta un 4 % en algunas regiones del norte de España.
Los fondos europeos Next Generation EU, a través del Plan de Recuperación, Transformación y Resiliencia del Gobierno de España, financian actuaciones para mejorar la eficiencia energética de los edificios. El Programa P4 subvenciona hasta el 40 % del coste de mejoras en viviendas individuales (hasta 3000 €). El Programa P3 financia intervenciones a nivel de edificio con subvenciones del 40–80 % según el ahorro energético logrado.

#### Ascensor
Según datos de Otis, en los bloques de pisos construidos antes de 1951, solo el 47,1 % de las viviendas cuentan con ascensor. Este porcentaje aumenta al 92,3 % en edificios construidos después de 2010. Según la encuesta del INE en 2021, para el 34,3 % de los hogares, el edificio en el que se ubica su vivienda principal no era de fácil acceso para cualquier tipo de persona.
Según Idealista, el 35,1 % de los pisos en venta en España carecían de ascensor en 2020, siendo estos de media un 33,5 % más económicos. Toledo, con un 51,3 %, es la capital de provincia con mayor número de ofertas de pisos sin ascensor, seguida de Segovia (45,3 %), Palma de Mallorca (40,8 %), Córdoba (40,4 %), Lérida (39,8 %) y Cuenca (39,6 %). Por el contrario, Pontevedra, solo el 13,5 % de los pisos no tiene ascensor, seguida de Pamplona (14,1 %), Lugo (14,3 %), Oviedo (14,9 %), Vitoria (16,2 %), Ciudad Real (16,6 %) y Salamanca (16,9 %).
Según la Encuesta de Características Esenciales de la Población y las Viviendas (INE), más de 5 millones de personas viven en bloques de tres o más plantas sin ascensor. Este problema afecta especialmente a personas mayores y a hogares de bajos ingresos. Por ejemplo, el 40 % de los hogares con ingresos inferiores a 500 euros mensuales viven en edificios sin ascensor.

#### Tecnologías de información y comunicación

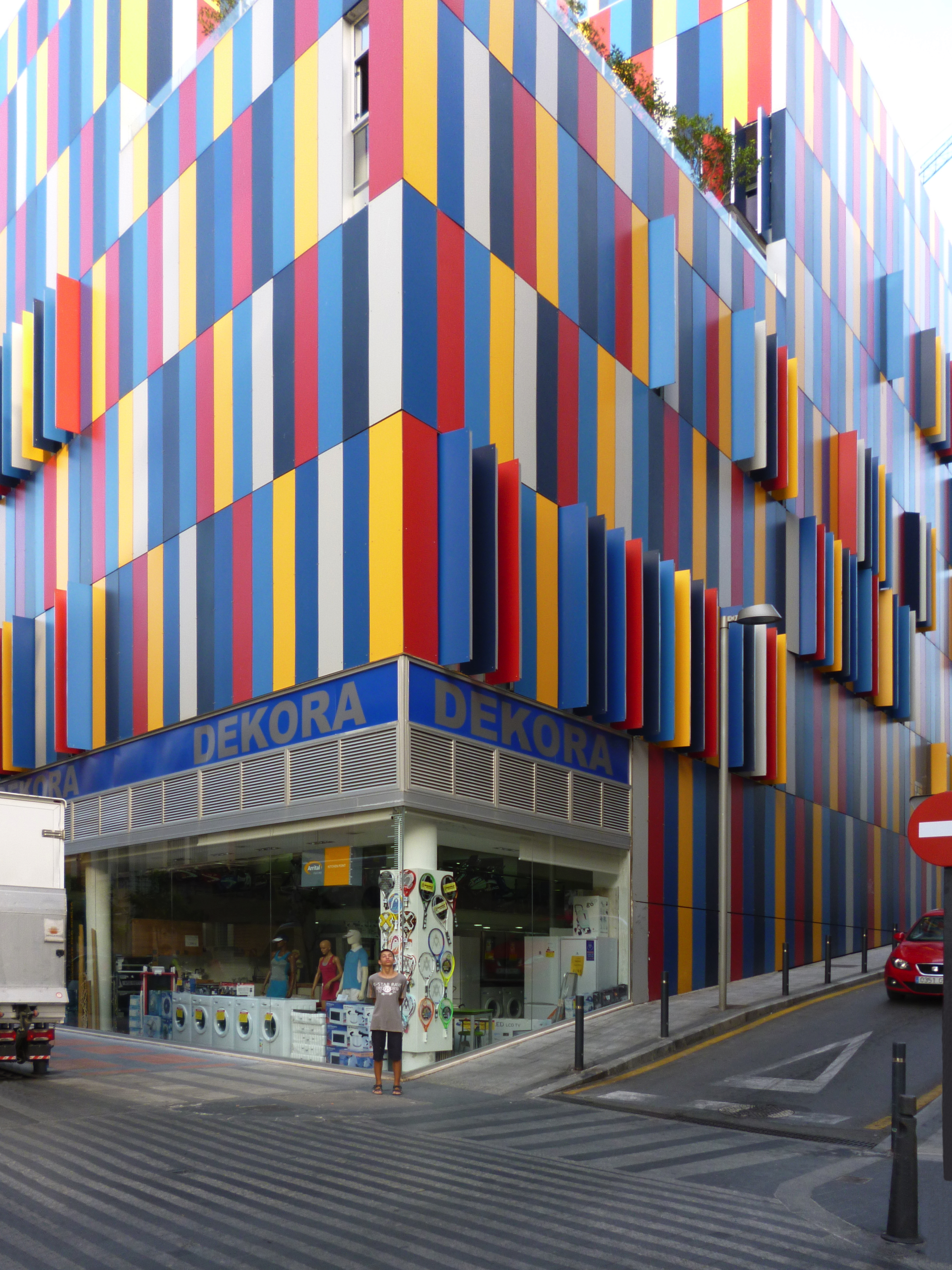
Local comercial dedicado a los suministros para el hogar en el bajo de un edificio de viviendas en Ceuta

Según la Encuesta sobre Equipamiento y Uso de Tecnologías de Información y Comunicación (TIC) en los Hogares de 2022, el 82,9 % de los hogares con al menos un miembro de 16 a 74 años disponía de algún tipo de ordenador (computadora). Separando por tipo de dispositivo, el 77,9 % contaba con ordenadores de sobremesa o portátiles y el 55,4 % con alguna tablet (ordenador de pantalla táctil).
16,3 millones de hogares con al menos un miembro de 16 a 74 años (el 96,1 % del total) disponía de acceso a Internet por banda ancha fija y/o móvil. En 2021 el porcentaje había sido del 95,9 %. El principal tipo de conexión de banda ancha era a través de modalidades fijas (como fibra óptica o red de cable, ADSL…), que estaba presente en el 83,0 % de los hogares (independientemente de que dispusieran también de conexión por móvil). Por su parte, el 13,1 % solo accedía a Internet mediante conexión móvil.
Los hogares utilizan más la banda ancha fija y menos la conexión solo a través de banda ancha móvil cuanto mayor es la población de su municipio y de más ingresos netos disponen. Según esta encuesta de 2022, entre los hogares con ingresos mensuales netos de 3000 euros o más, el 96,2 % de disponía de acceso fijo y el 3,4 % lo hacía solo a través de móvil. Entre los hogares que ingresaban menos de 900 euros los porcentajes son del 67,3 % en acceso fijo y del 21,8 % solo mediante el móvil.
En la franja de edad de 16 a 74 años el 39,1 % de los habitantes utilizaban dispositivos o servicios de domótica en el hogar.

#### Aire acondicionado
Según Idealista, en junio de 2024, el 41 % del parque de viviendas en España cuenta con aire acondicionado. Este dato proviene de un análisis sobre más de 500 000 viviendas en venta y alquiler en la plataforma. Destacan las ciudades más cálidas: Sevilla (75 %), Córdoba (70 %), Valencia y Jaén (66 %), Palma de Mallorca y Madrid (65 %). En las zonas del norte, los porcentajes son mucho más bajos. En Burgos, Lugo, Oviedo, Soria y Santander son un 1 %, en Ávila, Vitoria, León y La Coruña un 2 %, en Palencia un 3 % y Bilbao y Orense un 4 %.

## Estadísticas
Existen diferentes organismos oficiales que se encargan de publicar datos sobre la evolución del mercado inmobiliario español.
El Catastro es un registro administrativo de inscripción obligatoria y gratuita, dependiente del Ministerio de Hacienda, que recoge la descripción de los bienes inmuebles rústicos, urbanos y de características especiales, mediante datos físicos, económicos y jurídicos: localización, referencia catastral, superficie, uso, año de construcción, representación gráfica de la parcela, valor catastral, valor de referencia y titularidad, entre otros, salvo en el País Vasco y Navarra. Sus datos se actualizan cuando hay compraventas, herencias, nuevas construcciones o reformas. Cada inmueble tiene asignado un valor catastral, que sirve de base para varios impuestos, como el Impuesto sobre Bienes Inmuebles (IBI), el Impuesto sobre la Renta de las Personas Físicas (IRPF) en algunos supuestos, o el Impuesto sobre Transmisiones Patrimoniales (ITP). Los ciudadanos pueden consultar la información catastral de sus bienes en la sede electrónica del Catastro. Parte de la información es pública (referencia catastral, ubicación, superficie), pero otros datos (titulares, valor catastral) están protegidos y solo los puede ver el propietario o personas autorizadas.
El Registro de la Propiedad es una institución pública del Ministerio de Justicia cuya función es dar seguridad jurídica sobre quién es el dueño de un inmueble y qué derechos o cargas recaen sobre él, lo convierte en una herramienta clave en compraventas, hipotecas, embargos, usufructos, herencias, servidumbres, etc. Aunque su inscripción es voluntaria, hacerlo ofrece una fuerte protección: quien aparece inscrito se presume propietario. A diferencia del Catastro, que describe el inmueble con fines fiscales, el Registro tiene efectos jurídicos y probatorios.
El Ministerio de Vivienda y Agenda Urbana, anteriormente Ministerio de Fomento o de Transportes,
reporta el Observatorio de Vivienda y Suelo y el Observatorio de la Vulnerabilidad Urbana, así como información estadística sobre vivienda protegida, parque de viviendas, transacciones inmobiliarias, precios de suelo urbano, vivienda libre, stock de vivienda nueva o valor tasado.
El Instituto Nacional de Estadística elabora el Censo de Población y Viviendas, la Estadística de Transmisiones de Derechos de la Propiedad (ETDP), el Índice de Precios de la Vivienda (IPV), el Índice de Precios de la Vivienda en Alquiler (IPVA), la Encuesta de Condiciones de Vida (ECV), el Índice de Referencia para la Actualización de Arrendamientos de Vivienda (IRAV) o la Encuesta de Características Esenciales de la Población y las Viviendas (ECEPOV), entre otros.
El Colegio de Registradores de España publica la Estadística Registral Inmobiliaria (ERI), con frecuencia trimestral y anual, con datos sobre compraventas, créditos hipotecarios, índice de precios de ventas repetidas, impagos hipotecarios, etc.

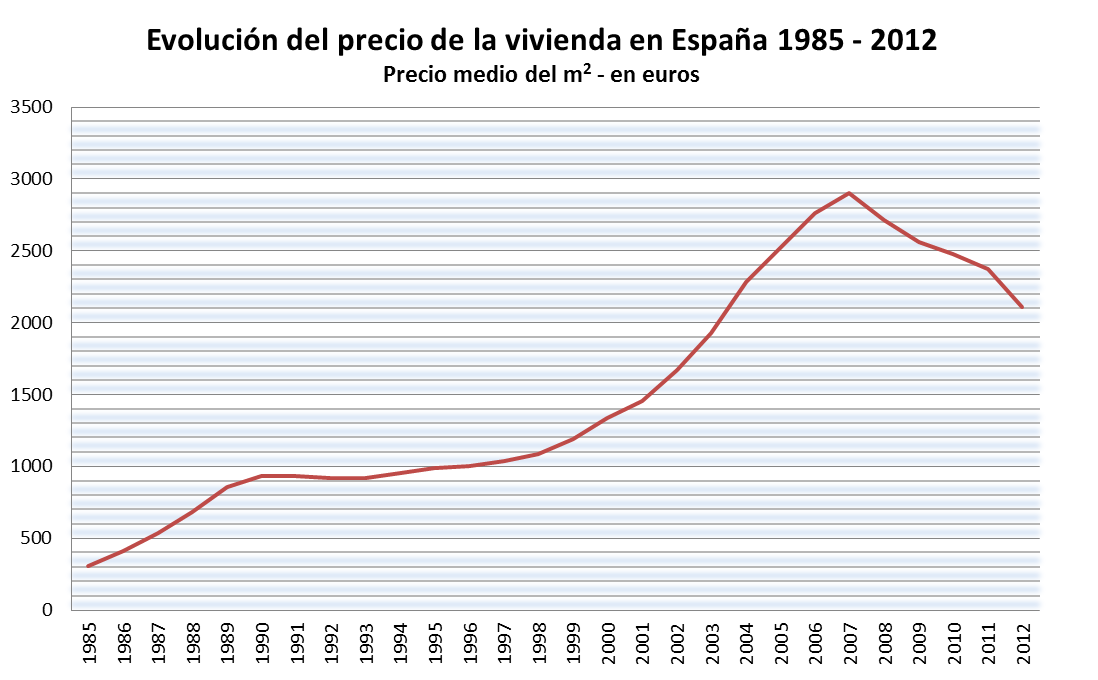
Evolución del precio de la vivienda en España 1985-2012, según el INE. La burbuja inmobiliaria en España comenzó en 2001 y duró hasta 2007 cuando la vivienda alcanzó un pico de precios. Entonces estalló la crisis inmobiliaria española 2008-2015 provocando una crisis económica, social e institucional en España

El Banco de España ofrece datos sobre precios y compraventas, financiación recibida para la compra y construcción de vivienda y sus condiciones, demografía, mercado de trabajo de España, accesibilidad a la compra de viviendas, estadísticas sobre la producción de viviendas y el parque de viviendas existente, etc.
La Sociedad de Tasación publica el Censo de Vivienda Nueva y el Índice de Precios de Vivienda Nueva, y pertenece al panel de precios de la vivienda en España, un repositorio que agrupa datos de diversas fuentes públicas y privadas.
Otros organismos no oficiales publican periódicamente datos y estadísticas sobre la evolución del mercado inmobiliario a nivel de precios, así como de legislación o equipamientos, como el portal inmobiliario Idealista.
| Década \ Año | ...0   | ...1   | ...2   | ...3   | ...4   | ...5   | ...6   | ...7   | ...8   | ...9   |
| ------------ | ------ | ------ | ------ | ------ | ------ | ------ | ------ | ------ | ------ | ------ |
| 199...       | —      | —      | —      | —      | —      | 692,7  | 694,4  | 702,8  | 756,7  | 829,2  |
| 200...       | 893,3  | 992,7  | 1164,6 | 1380,3 | 1618,0 | 1824,3 | 1990,5 | 2085,5 | 2018,5 | 1892,3 |
| 201...       | 1825,5 | 1701,8 | 1531,2 | 1466,9 | 1463,1 | 1490,1 | 1512,0 | 1558,7 | 1618,8 | 1652,8 |
| 202...       | 1622,3 | 1694,1 | 1749,2 | 1842,3 | 1972,1 |        |        |        |        |        |

## Compraventa
Durante el ciclo expansivo previo a la crisis financiera de 2008, el mercado inmobiliario español alcanzó niveles históricos. En 2007 se registraban habitualmente más de 80 000 compraventas mensuales de vivienda libre, un volumen extraordinario que reflejaba tanto la fuerte demanda como la facilidad de acceso al crédito hipotecario. La vivienda nueva tenía un peso muy importante en aquel momento, fruto del bum de la construcción.
Con la crisis de 2008 y la posterior recesión, se produjo un desplome abrupto de las compraventas. Entre 2008 y 2013, las compraventas cayeron a mínimos históricos, con meses en los que apenas se registraban unas 20 000–25 000 operaciones de vivienda libre, menos de la tercera parte del nivel alcanzado en la etapa expansiva. La vivienda nueva fue la más castigada: las promociones iniciadas en los años anteriores quedaron sin absorber y la demanda se concentró cada vez más en vivienda usada. En paralelo, la vivienda protegida perdió peso en el mercado, mostrando un descenso más acusado y prolongado.

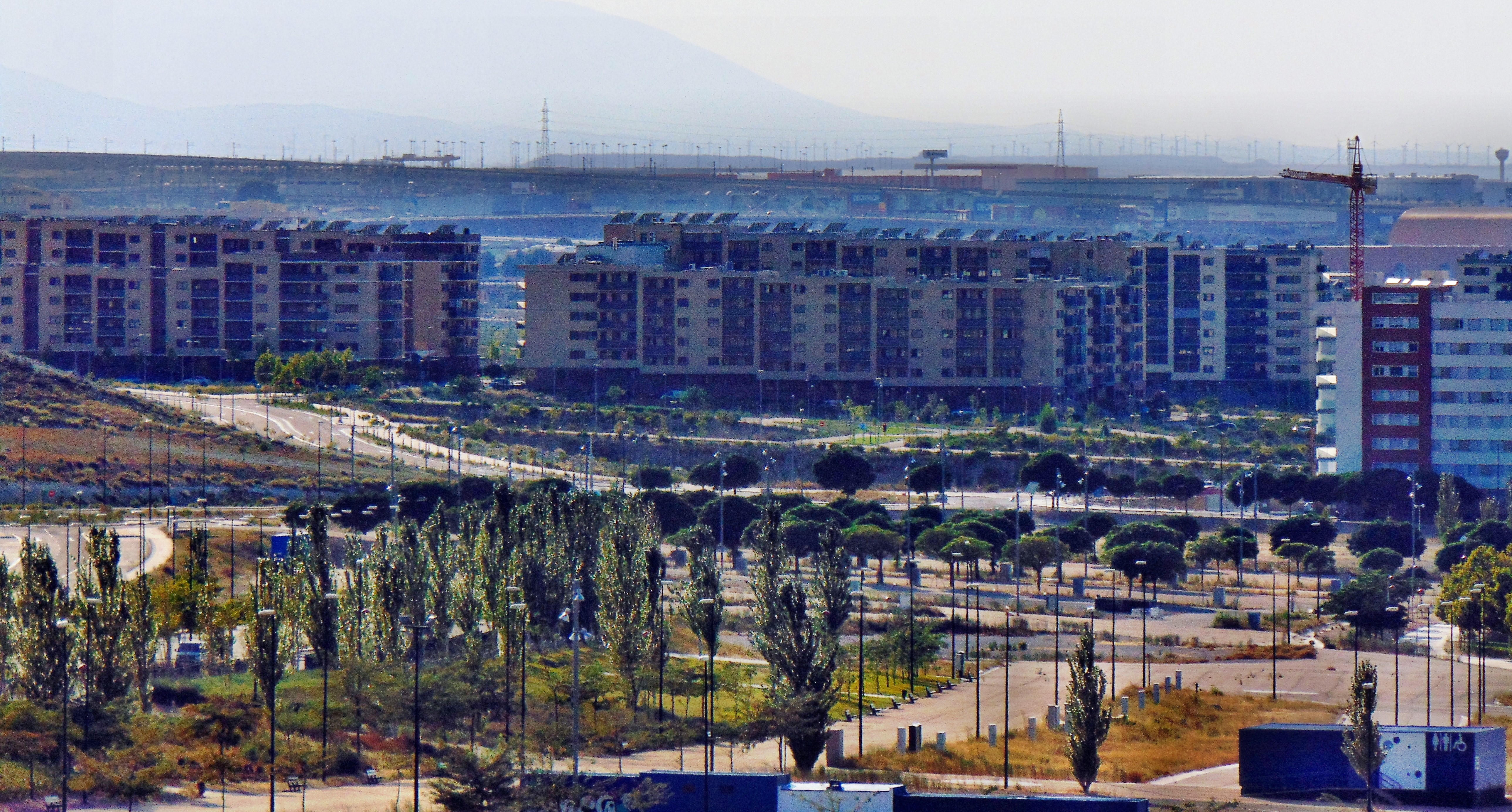
Viviendas de nueva construcción en Arcosur (Zaragoza, Aragón), en 2017

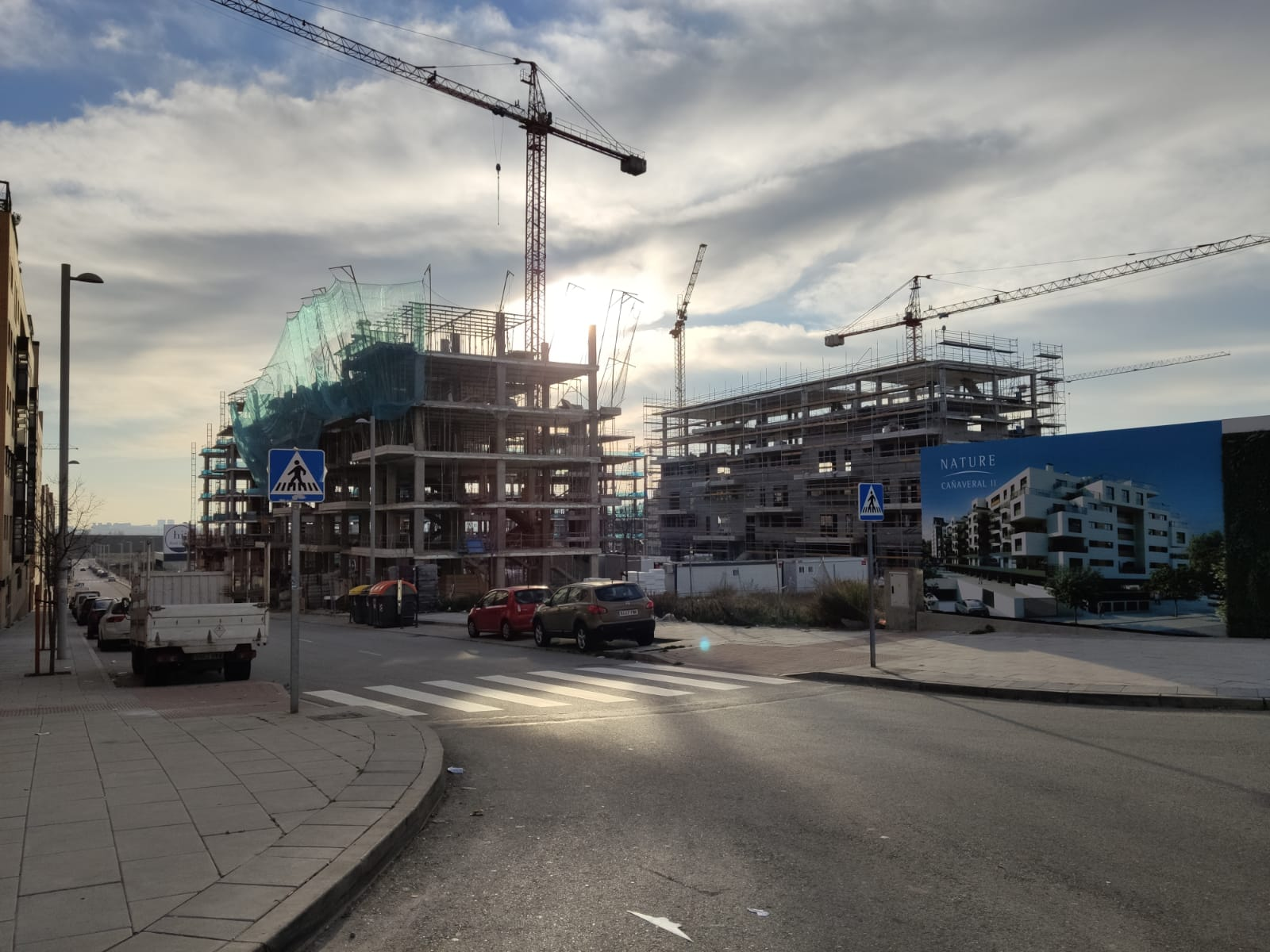
Construcción de viviendas en El Cañaveral, Madrid, en febrero de 2020

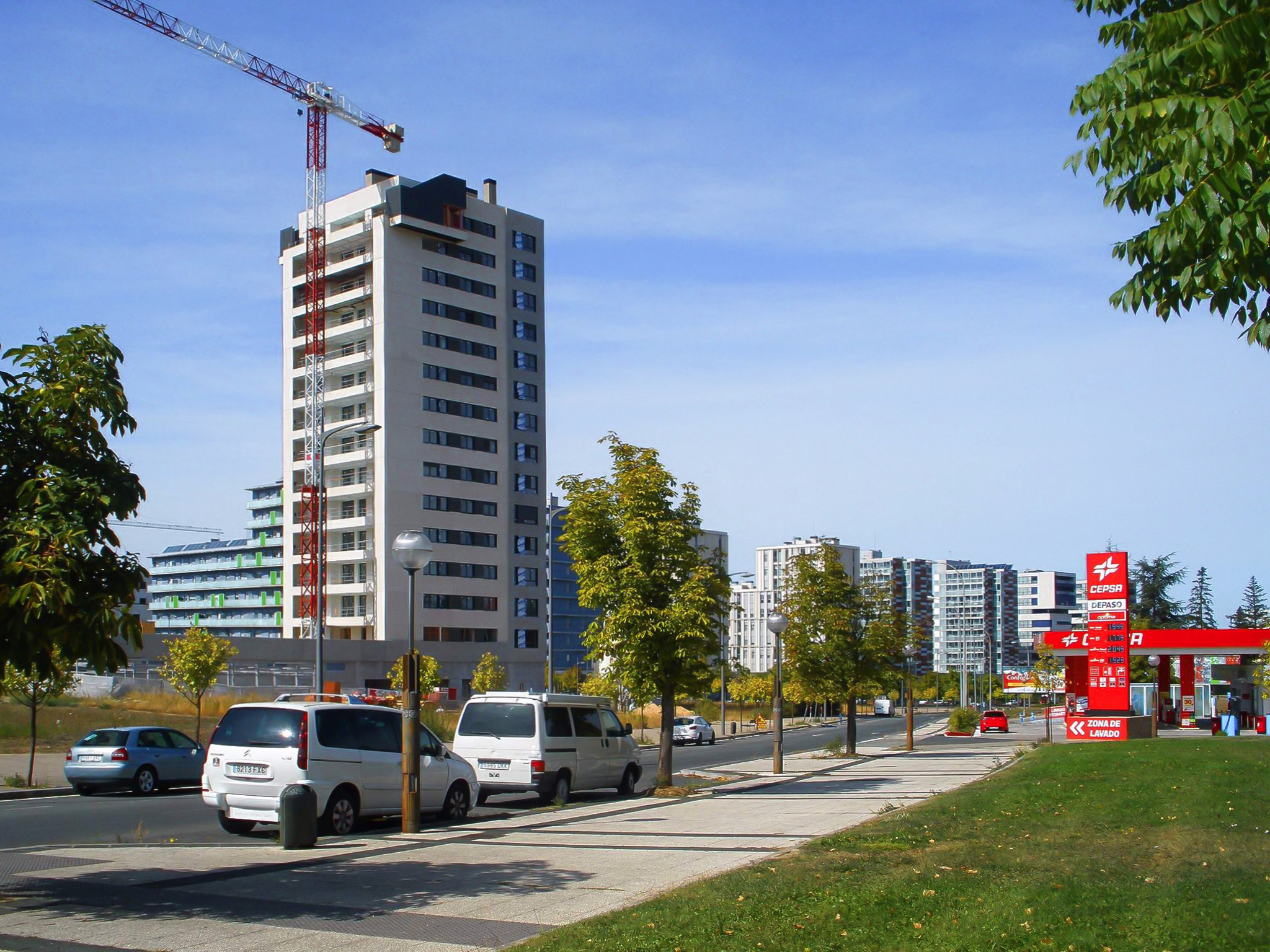
Edificios de viviendas nuevas en el barrio de Zabalgana, en Vitoria (Álava, País Vasco), en octubre de 2022

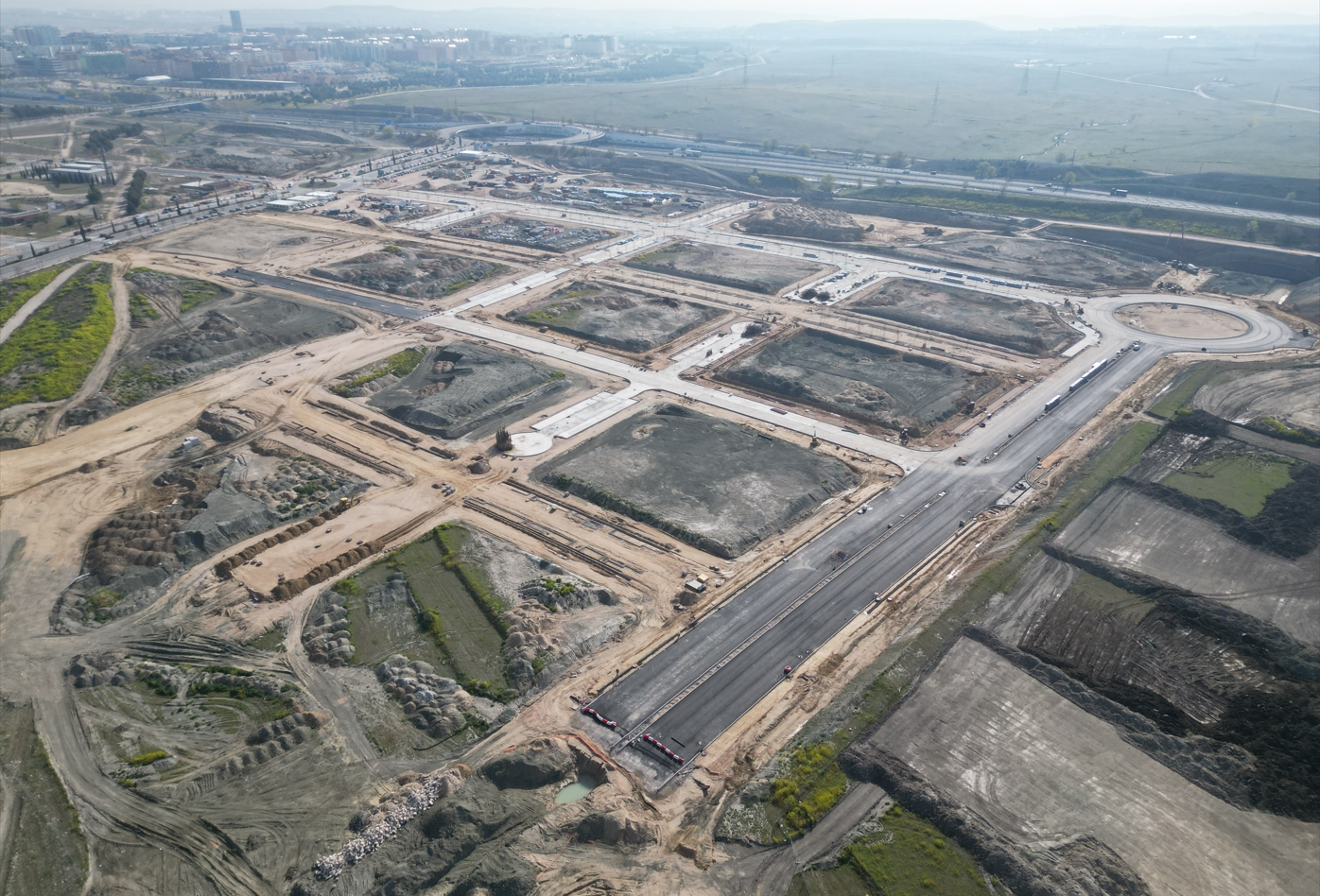
Construcción del nuevo barrio de Valdecarros, en Madrid, en marzo de 2024

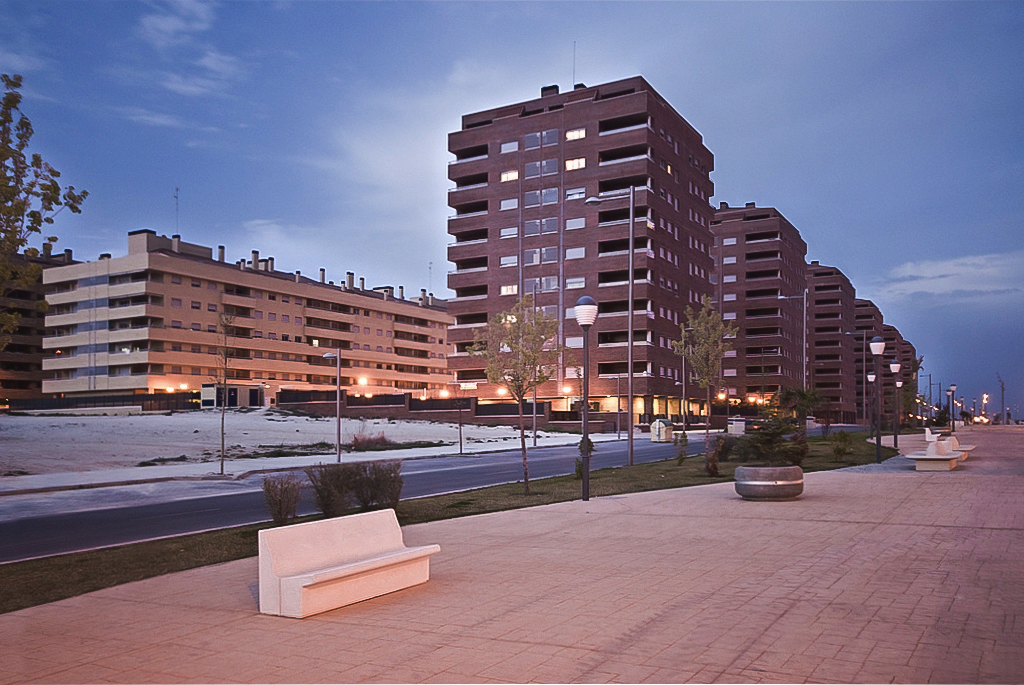
Residencial Francisco Hernando en Seseña (Toledo, Castilla-La Mancha), construido durante la burbuja inmobiliaria en España y llamado así en honor a su promotor, más conocido como «Paco El Pocero», identificado a menudo como ejemplo del crecimiento urbanístico desmesurado, la especulación inmobiliaria y la corrupción urbanística en España

A partir de 2014 se inició una recuperación paulatina, acompañada por un cambio estructural: la vivienda usada comenzó a dominar claramente el mercado, desplazando a la vivienda nueva. Mientras que antes de la crisis ambas modalidades estaban más equilibradas, desde mediados de la década de 2010 la vivienda usada pasó a representar alrededor del 75–80 % de las operaciones. Esta recuperación coincidió con la progresiva mejora del empleo, la mayor confianza económica y unos tipos de interés históricamente bajos, lo que reactivó la demanda.
La llegada de la pandemia de COVID-19 en España en 2020 supuso un paréntesis en esa recuperación. Durante los meses de confinamiento por la pandemia de COVID-19 en España (abril y mayo de 2020) el mercado prácticamente se paralizó, con niveles muy bajos de transacciones. Sin embargo, el rebote fue rápido: a partir de la segunda mitad de 2020 y sobre todo en 2021 y 2022, se produjo un repunte muy fuerte.
En los años más recientes (2023–2025), aunque las cifras están lejos de los máximos de 2007, las compraventas se mantienen en torno a las 50 000–60 000 mensuales. La vivienda usada sigue marcando la pauta, con cuatro de cada cinco operaciones, mientras que la vivienda nueva mantiene un peso estable pero reducido.
Compraventa de viviendas en España (2007-2025)

### Precios
El precio de la vivienda en España ha mantenido históricamente cierta estabilidad en relación con los ingresos familiares -o renta disponible- excepto en las denominadas burbujas inmobiliarias o crisis inmobiliarias; periodos en que los precios sufrieron alzas desmesuradas: burbuja inmobiliaria de 1986 a 1992 - que afectó a los precios pero no tanto al volumen construido- y sobre todo la burbuja inmobiliaria de 1997 a 2007, o la Crisis inmobiliaria española de 2022-2025.
En junio de 2007 se alcanzó el pico máximo en el precio de la vivienda. Pasados seis años, en junio de 2013, la vivienda había bajado un 35 %.
Entre 2007 y 2025, la vivienda nueva en España aumentó sus precios un 59 %, mientras que los de la de segunda mano apenas crecieron un 1,5 %. Durante la crisis de 2008-2014 ambas cayeron con fuerza, la vivienda nueva un -29 % y la vivienda usada un -41 %. A partir de 2014 se inició la recuperación. En 2025 la vivienda nueva se duplicó en valor con respecto a 2014, la vivienda usada subió un 75 %. Antes de la crisis, la segunda mano era más cara, pero tras la recuperación la obra nueva lidera los precios.
Índice de precios de la vivienda en España (2007-2025)

## Alquiler
En 2024, el 20,4 % de los hogares en España vivía de alquiler, lo que constituye un récord histórico. En 2005, eran el 13 %. Aunque la mayoría de la población sigue siendo propietaria, cada vez más familias optan por alquilar porque comprar una vivienda resulta demasiado caro. Las comunidades con más viviendas en alquiler son Baleares, Cataluña y Madrid, mientras que en Castilla y León, Cantabria y País Vasco predomina la compra. Además, las subidas de los alquileres están limitadas al 2,19 % en contratos firmados después de mayo de 2023.
El aumento del alquiler afecta sobre todo a personas de entre 30 y 44 años, que tradicionalmente compraban su primera casa. Para muchos, pagar una renta elevada impide ahorrar y genera dificultades económicas. Los jóvenes son los más golpeados: solo el 14,8 % se ha emancipado, la tasa más baja en la historia. Un sueldo medio no alcanza para pagar un alquiler en solitario, lo que retrasa su independencia.
Los contratos de alquiler de viviendas están regulados principalmente por la Ley de Arrendamientos Urbanos (LAU). Esta establece que la duración del arrendamiento se pacta libremente entre las partes, pero si el contrato inicial es por un plazo inferior a 5 años (7 años si el arrendador es persona jurídica), se prorrogará anualmente hasta alcanzar esa duración mínima legal.
El Banco de España ha identificado una problemática creciente en el mercado de alquiler español: el sobreesfuerzo económico que enfrentan los hogares arrendatarios. Este fenómeno se define cuando una familia destina más del 40 % de su renta bruta disponible al pago de la vivienda, incluyendo alquiler y suministros básicos. Casi cuatro de cada diez hogares en alquiler se encuentran en esta situación, una proporción que supera con creces a países como Italia (28 %), Francia o Alemania (17,5 %) durante el período 2015-2023.
Decenas de miles de personas protestaron en Madrid el 14 de octubre de 2024 bajo el lema Se acabó: bajemos los alquileres contra el alto precio de las viviendas y los alquileres. En el manifiesto, leído por el actor Juan Diego Botto se indicó: «Este modelo promueve el expolio público mediante operaciones especulativas y antisociales, como las de Chamartín y Campamento" [...] Exigimos la ampliación y la aplicación de la ley estatal de vivienda, con especial importancia en la imposición de precios máximos en el alquiler. La recuperación de los contratos de alquiler indefinidos. El impulso de un plan estatal de vivienda pública. El Gobierno, además, debe adoptar medidas para que la Comunidad de Madrid cumpla la ley». El 19 de octubre decenas de miles de personas protestaron en la ciudad de Valencia bajo el lema València s'ofega (en español: 'Valencia se ahoga') para reclamar topar los precios de los alquileres tal y como posibilita la ley estatal de Vivienda y prohibir los apartamentos turísticos. Portavoces de València no está en venda indicaron: «Están cargándose Valencia. Están vendiendo toda la ciudad a fondos especuladores y queremos una ciudad para su vecindario [...] Nos están expulsando de la ciudad. La gente se tiene que ir a vivir a los pueblos cercanos, donde también está subiendo el precio de la vivienda».

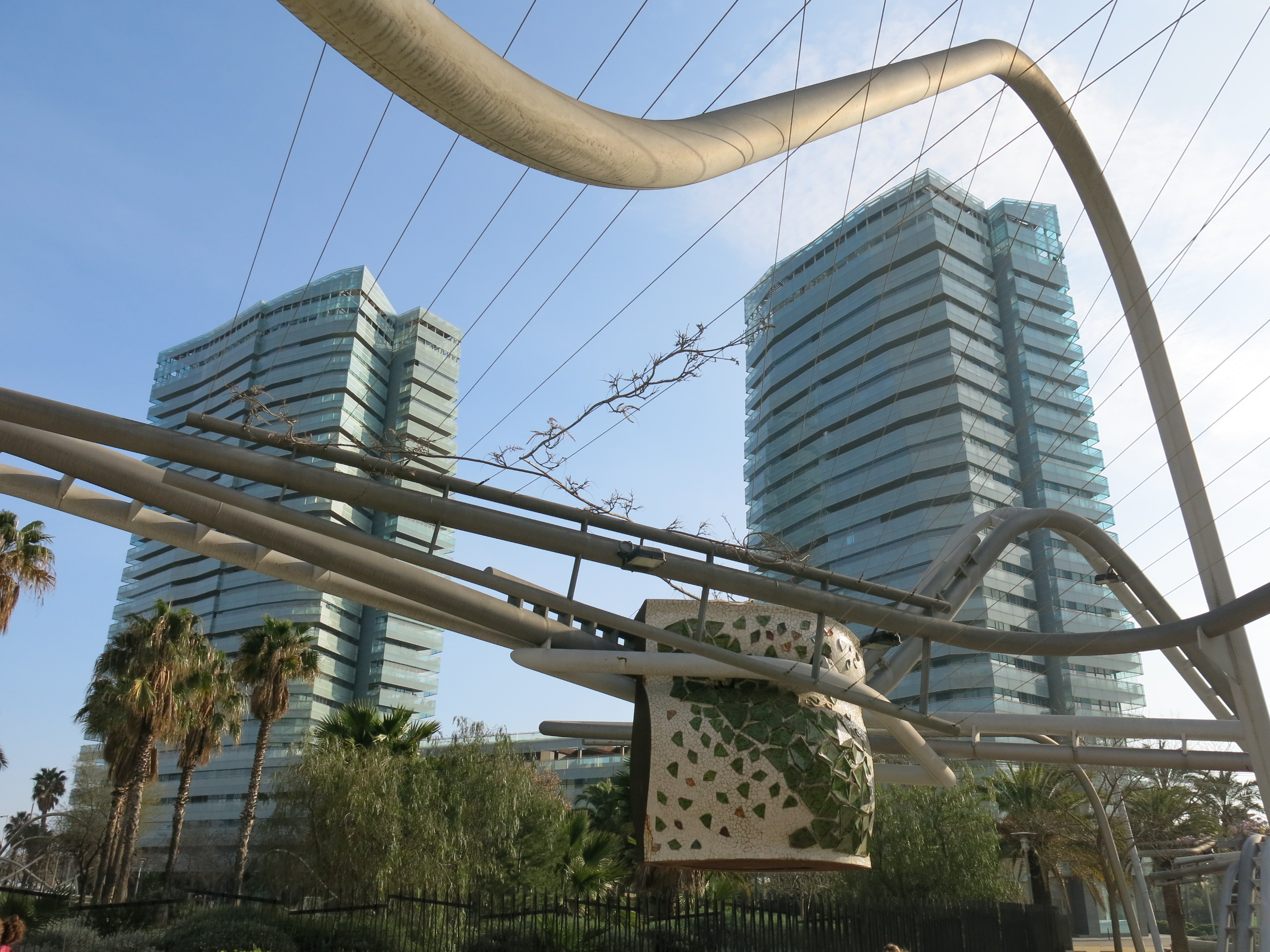
Edificios altos en el distrito de San Martín de la ciudad de Barcelona, Cataluña

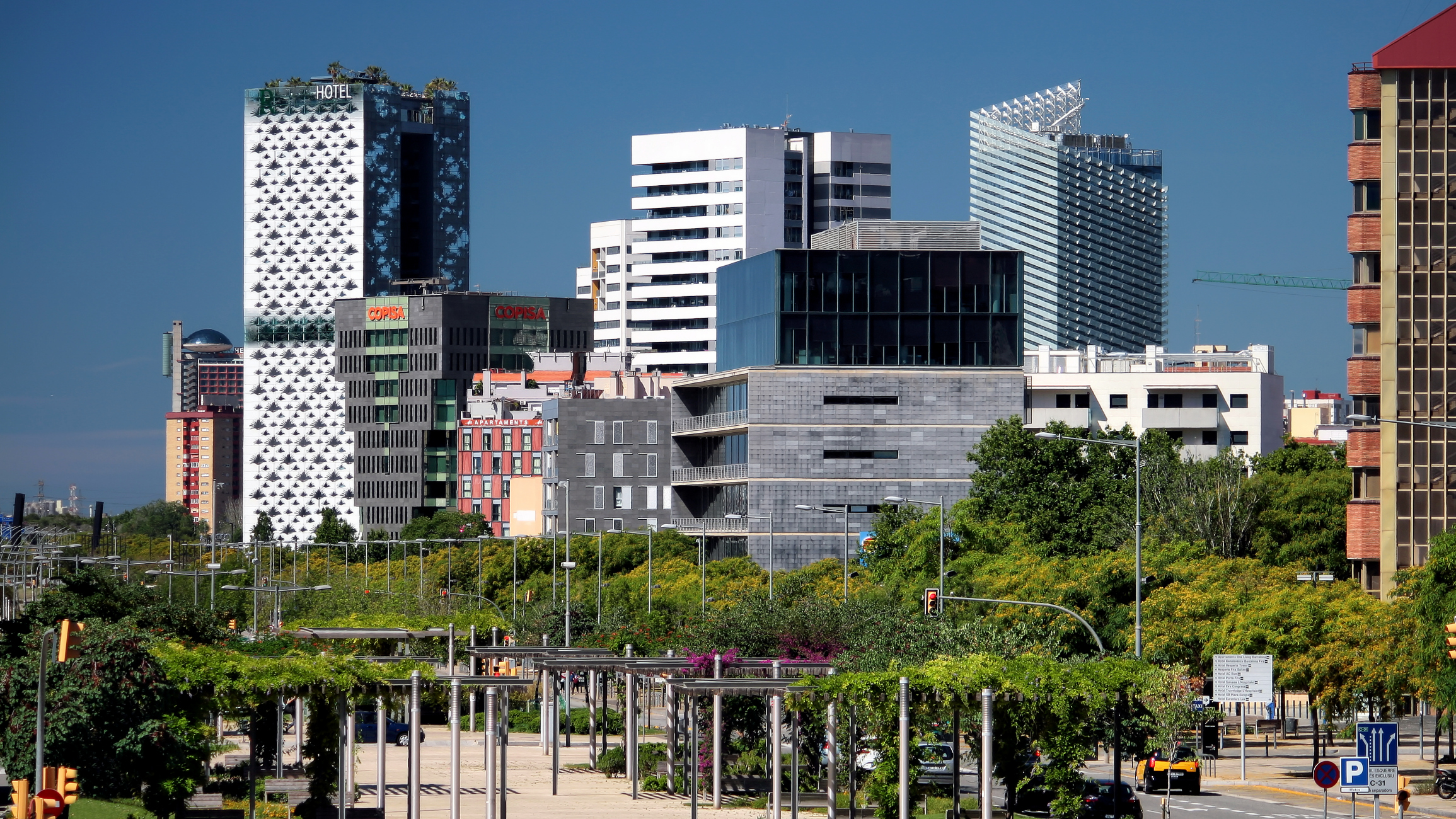
Hospitalet de Llobregat (Barcelona, Cataluña) es la ciudad más densamente poblada de España y de Europa

Régimen de tenencia de la vivienda en España (2004-2024)

### Precios

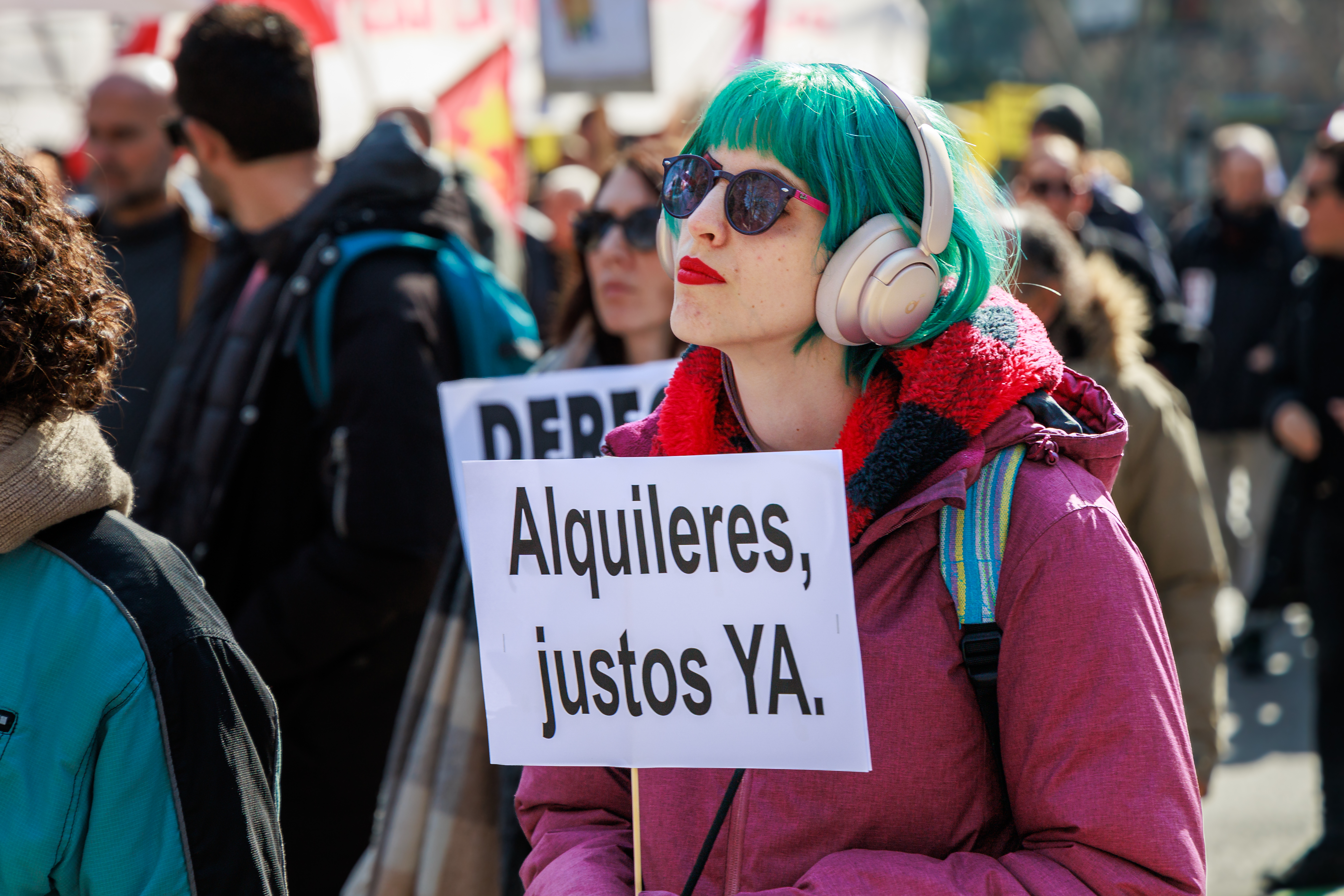
Manifestación por una vivienda digna en febrero de 2025 en Madrid

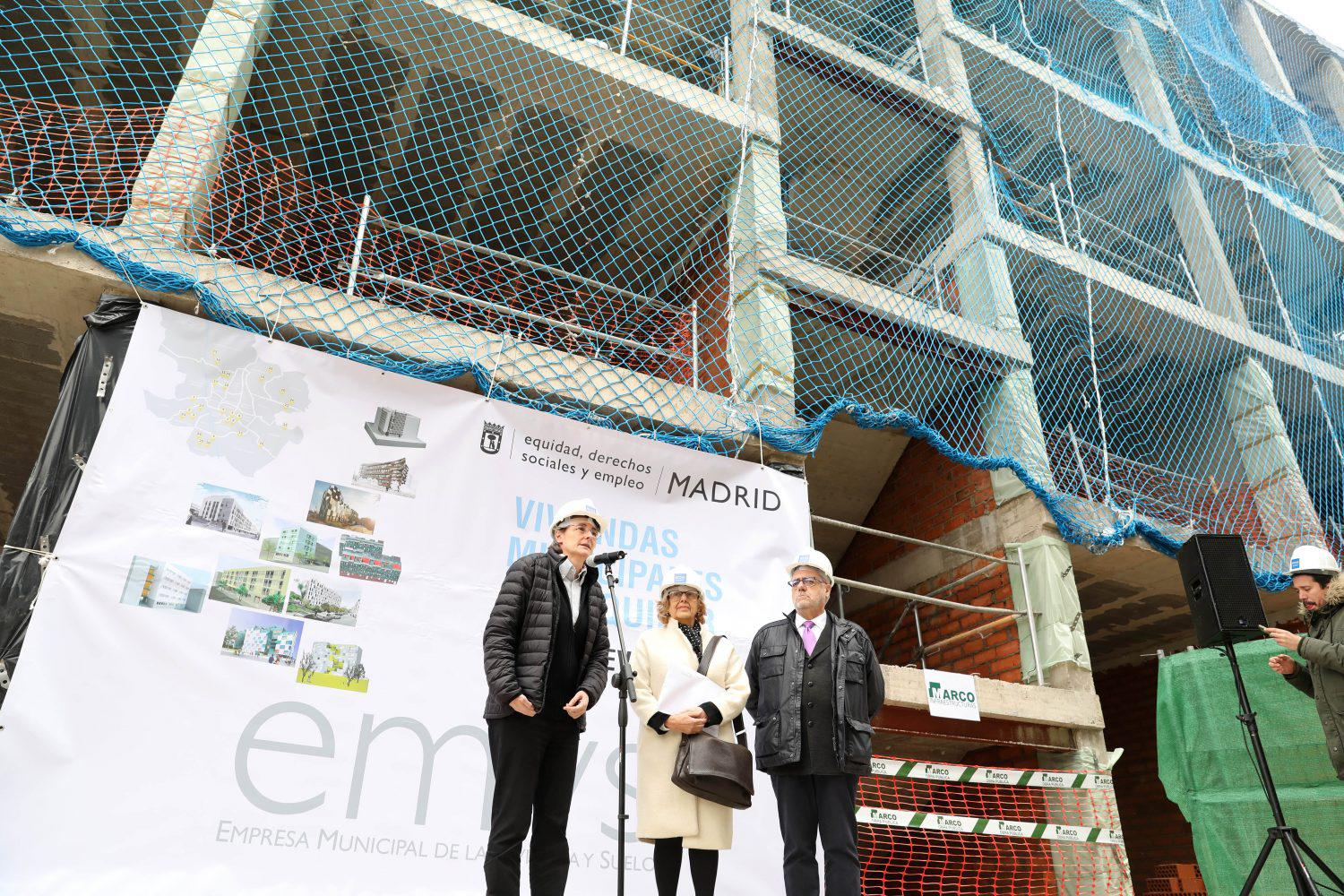
Obras de promociones de la Empresa Municipal de la Vivienda y Suelo (EMVS) de Madrid en San Cristóbal de los Ángeles dedicadas en exclusiva al alquiler

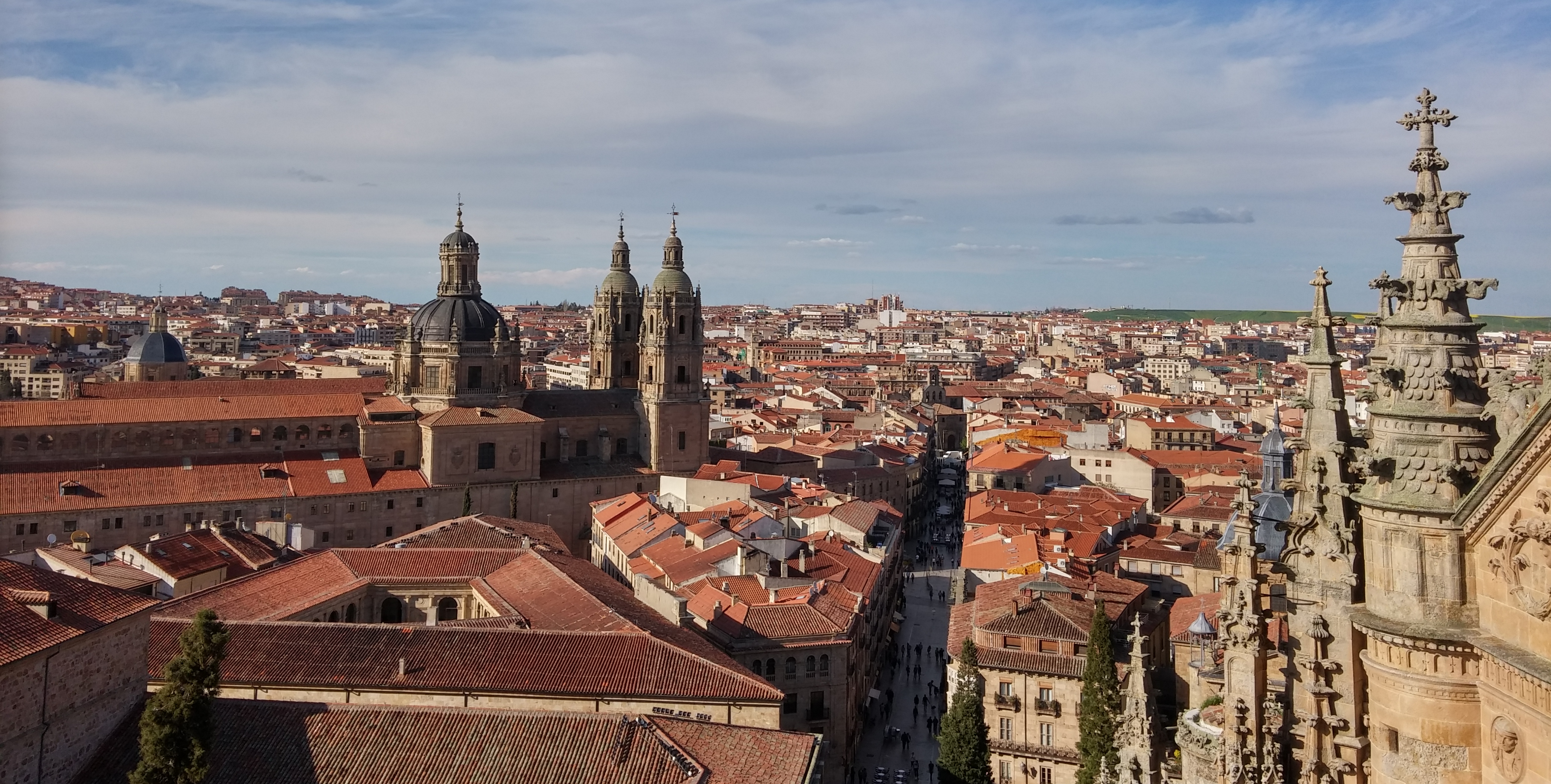
Salamanca, en Castilla y León, destaca como ciudad universitaria. Los estudiantes son uno de los colectivos que más recurre al alquiler de viviendas colectivas

Entre 2011 y 2023, los precios de alquiler de la vivienda en España muestran una tendencia general al alza, tanto para las viviendas unifamiliares como para las colectivas, es decir, de alquiler de habitaciones. Durante los primeros años, de 2011 a 2015, los precios mostraban una ligera caída como consecuenca de la crisis económica. A partir de 2016, se observa un aumento sostenido en los precios de alquiler. El precio del alquiler de las viviendas unifamiliares sube un 15 %. En el caso del precio de las viviendas colectivas, el aumento ha sido más pronunciado, con un incremento superior al 19 % en ese periodo.
Índice de precios de la vivienda en alquiler en España (2011-2023)
En 2019, el Gobierno de Pedro Sánchez elevó la prórroga de los contratos de alquiler de 3 a 5 años, lo que impide que se puedan aplicar subidas al precio del alquiler durante 5 años, excepto las que queden especificadas en los contratos conforme al índice de precios al consumidor (IPC) u otros índices. Como consecuencia de la invasión rusa de Ucrania de 2022 la inflación se disparó al 10 %, por lo que el Gobierno topó al 2 % el porcentaje máximo que un arrendador podría aplicar en el precio del alquiler al arrendatario. Este límite se incrementó al 3 % en 2024. A partir de 2025, la ley por el derecho a la vivienda establece para los contratos firmados a partir del 26 de mayo de 2023 un Índice de Referencia para la Actualización de Arrendamientos de Vivienda (IRAV), en lugar del IPC. Así, en 2025, la subida máxima permitida según el IRAV es del 2,20 %. Para los contratos anteriores, se mantienen los sistemas de actualización previamente pactados entre las partes, como el IPC u otros índices acordados.
El IRAV sirve además como referencia para poder establecer límites al precio del alquiler en las zonas de mercado residencial tensionado, donde los precios del alquiler hayan experimentado incrementos significativos. Para poder toparlos, la comunidad autónoma tiene que declarar una determinada como tensionada. Cataluña fue pionera en la aplicación de esta figura legal. En julio de 2025, se han declarado 271 municipios como zonas tensionadas, incluyendo las cuatro capitales de provincia, Barcelona, Gerona, Lérida y Tarragona, municipios costeros como Lloret de Mar, Sitges y Salou, y otros municipios de áreas metropolitanas y del interior de la comunidad con alta demanda de vivienda. En agosto de 2025, en el País Vasco, se han declarado como zonas tensionadas San Sebastián, Galdácano, Baracaldo, Irún, Zumaya, Lasarte-Oria y Rentería. Navarra ha declarado 21 municipios como zonas tensionadas, abarcando casi el 70 % de la población de la comunidad. En Galicia, solo ha sido declarada zona tensionada La Coruña, convirtiéndose en la primera ciudad gallega en adoptar esta medida. A nivel general, las comunidades autónomas gobernadas por el Partido Popular (PP) han mostrado una postura contraria a la aplicación de las zonas de mercado residencial tensionado que permiten limitar las subidas de alquiler y ofrecer incentivos fiscales a los propietarios que reduzcan precios.

### Viviendas colectivas
Tradicionalmente, el mercado del alquiler de habitaciones ha estado muy asociado a los estudiantes, pero tras la pandemia de COVID-19, la situación económica y la falta de vivienda asequible han empujado a un grupo más amplio de la población, incluidos los adultos más mayores, a elegir vivir en habitaciones en lugar de alquilar viviendas completas.
El perfil de los demandantes de habitaciones sigue siendo predominantemente joven, con un 73 % de los interesados en el rango de 18 a 34 años. Sin embargo, también ha crecido el porcentaje de personas adultas de 45 a 54 años que buscan compartir piso. La mayoría de los inquilinos son mujeres (68 %), y un gran porcentaje son solteros (70 %).
En 2025, el precio medio de una habitación en España es de 420 euros, con ciudades como Barcelona y Madrid alcanzando precios más altos (600 y 550 euros respectivamente).

### Viviendas turísticas

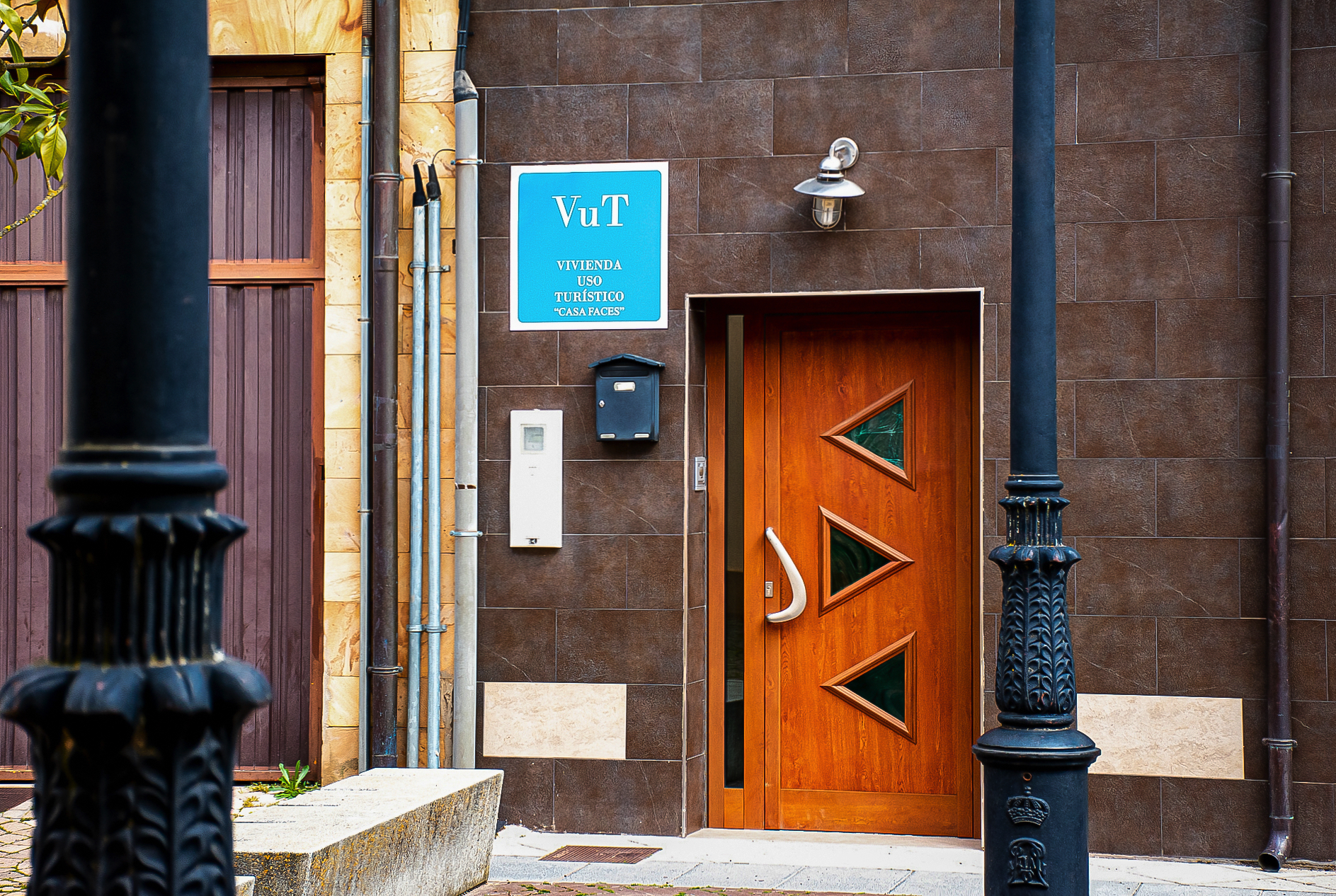
Vivienda de uso turístico en la localidad de Alar del Rey (Palencia, Castilla y León), con distintivo en la puerta

En noviembre de 2024, el INE registró 368 295 viviendas de uso turístico (VUT) en España, lo que representa alrededor del 1,38 % del parque total de viviendas y el 10 % del mercado inmobiliario de alquiler. Sin embargo, estos datos varían sustancialmente en zonas con mayor atractivo turístico. En el distrito centro de Madrid, casi 1 de cada 4 viviendas en alquiler está destinada a turistas, es decir, el alquiler turístico representa el 24 % del total de arrendamientos. En Málaga, este porcentaje alcanza cerca del 21 %, y, en San Sebastián, se sitúa alrededor del 11 %. Esta concentración genera una fuerte presión sobre la oferta de vivienda de alquiler disponible para los residentes.
En 2024, según el Eurostat, España fue, con 170 millones de pernoctaciones, el segundo país de la Unión Europea con mayor número de reservas de viviendas turísticas a través de plataformas como Airbnb, Booking.com o Expedia, lo que representa un 20 % más que en 2023, con Andalucía y Canarias liderando el ranking de las regiones europeas con mayor número de pernoctaciones, 8,7 y 7,2 millones de noches, respectivamente, y con Cataluña, la Comunidad Valenciana y Madrid también en el top 20.
Mientras que la rentabilidad media del alquiler residencial ronda el 3,9 %, en el turístico puede llegar al 7 % e incluso superar el 10-13 % en localidades con mayor atractivo turístico. En la práctica, alquilar por días o semanas a turistas puede ser hasta un 60 % más rentable que arrendar a inquilinos a largo plazo. Esto provoca que muchos propietarios opten por convertir sus viviendas de alquiler al uso turístico, reduciendo la oferta de alquiler residencial. En las seis ciudades de mayor atractivo turístico —Madrid, Barcelona, Sevilla, Málaga, Valencia y San Sebastián— se estima que en la última década el alquiler turístico ha restado un 6 % del parque residencial, equivalente a más de 60 000 viviendas.
Estudios recientes muestran que en barrios donde las viviendas turísticas superan el 10 % del total, los alquileres han subido entre un 31 % y un 33 %, con incrementos de unos 3,29 €/m² por cada 10 % adicional de presencia turística. Este encarecimiento no solo impacta en quienes buscan alquilar, sino que también genera gentrificación, es decir, la expulsión de vecinos de rentas más bajas, la pérdida de comercio tradicional y la transformación del tejido social. Según la OCU, un 85 % de los encuestados cree que el alquiler turístico influye en la subida de precios y un 74 % opina que lo hace de forma determinante.
La respuesta política de las Administraciones municipales en este sentido está empezando a materializarse, pero de forma desigual. Málaga ha aprobado una moratoria de tres años para conceder nuevas licencias de viviendas turísticas. Barcelona ha anunciado que eliminará todos los pisos turísticos en 2029 para recuperar unas 10 000 viviendas para uso residencial.

#### Ilegales

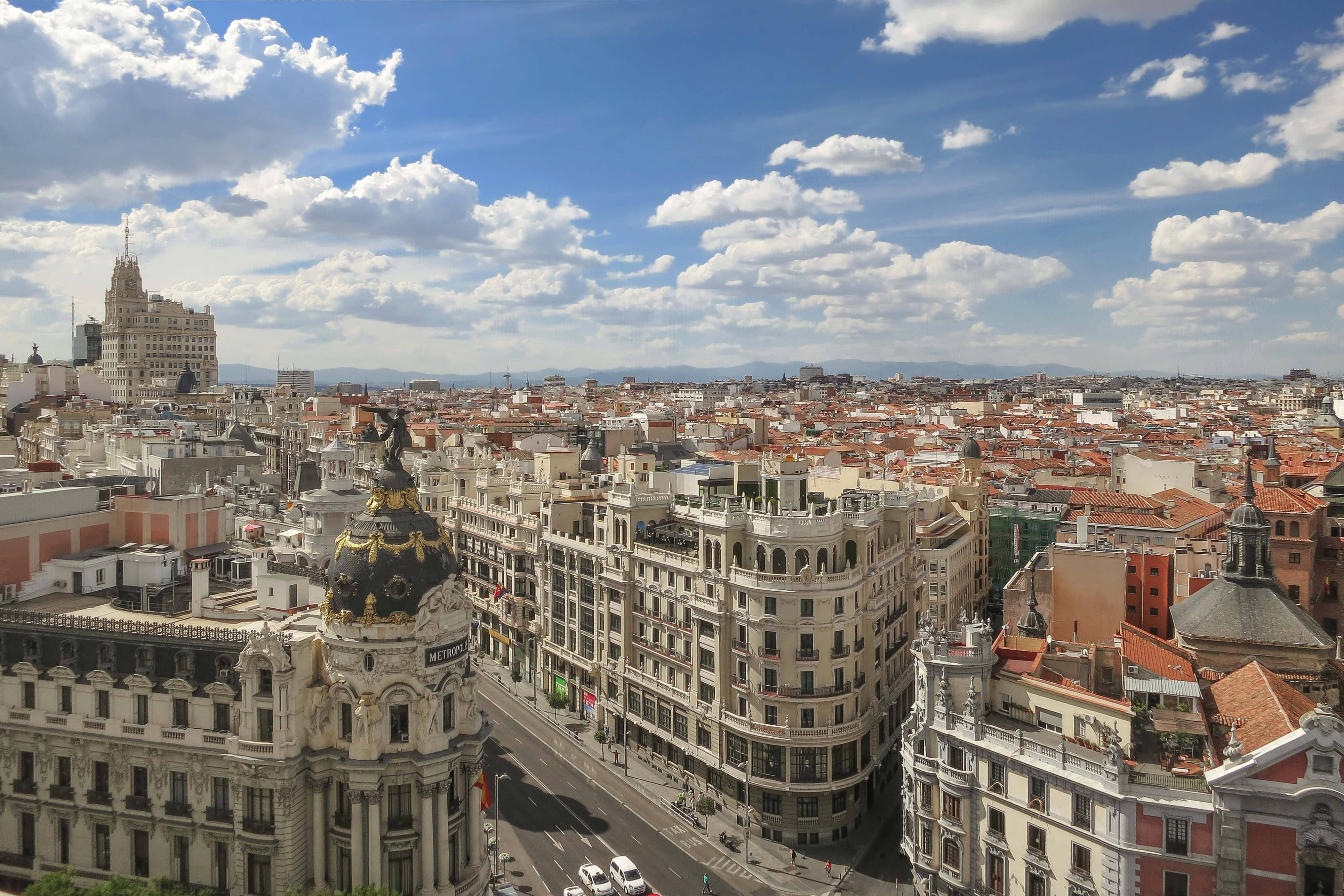
En el centro de Madrid existe en 2025 un gran número de viviendas turísticas

De las 368 295 viviendas turísticas registradas por el INE en noviembre de 2024, se estima que aproximadamente el 38 % de estas viviendas no muestran número de licencia en su anuncio —y en comunidades como la de Madrid o Valencia, esa proporción sube al 70 %—, lo que significa que la inmensa mayoría operan fuera de la legalidad o sin autorización formal. La estadística del INE se elabora a partir de plataformas de alquiler vacacional y registros autonómicos, de modo que en el recuento entran todas las viviendas ofertadas como turísticas, independientemente de su situación legal.
El 1 de julio de 2025, el Gobierno puso en vigor el registro único de alquiler turístico que obliga a registrar las viviendas turísticas con un código único de identificación para evitar la proliferación de viviendas turísticas ilegales y ayudar a reducir la presión de los precios del alquiler. Plataformas como Airbnb o Booking.com estarán obligadas a verificar que todo alojamiento cuente con este número y a retirar en 48 horas los anuncios de los que no lo posean. En mayo, el Ministerio de Derechos Sociales, Consumo y Agenda 2030 ordenó a Airbnb a retirar más de 65 000 anuncios de pisos turísticos ilegales Tras la entrada en vigor del registro único de alquiler turístico, se constató, por ejemplo, que 9 de cada 10 viviendas turísticas en Madrid carecían del permiso.
El Gobierno propuso además una reforma fiscal para que las viviendas turísticas tributen como negocio, pasando a pagar el 21 % de IVA (excepto las situadas en pequeñas localidades, de menos de 10 000 habitantes) y evitar así que paguen menos impuestos que los hoteles y las personas que alquilan.

### Fondos buitre

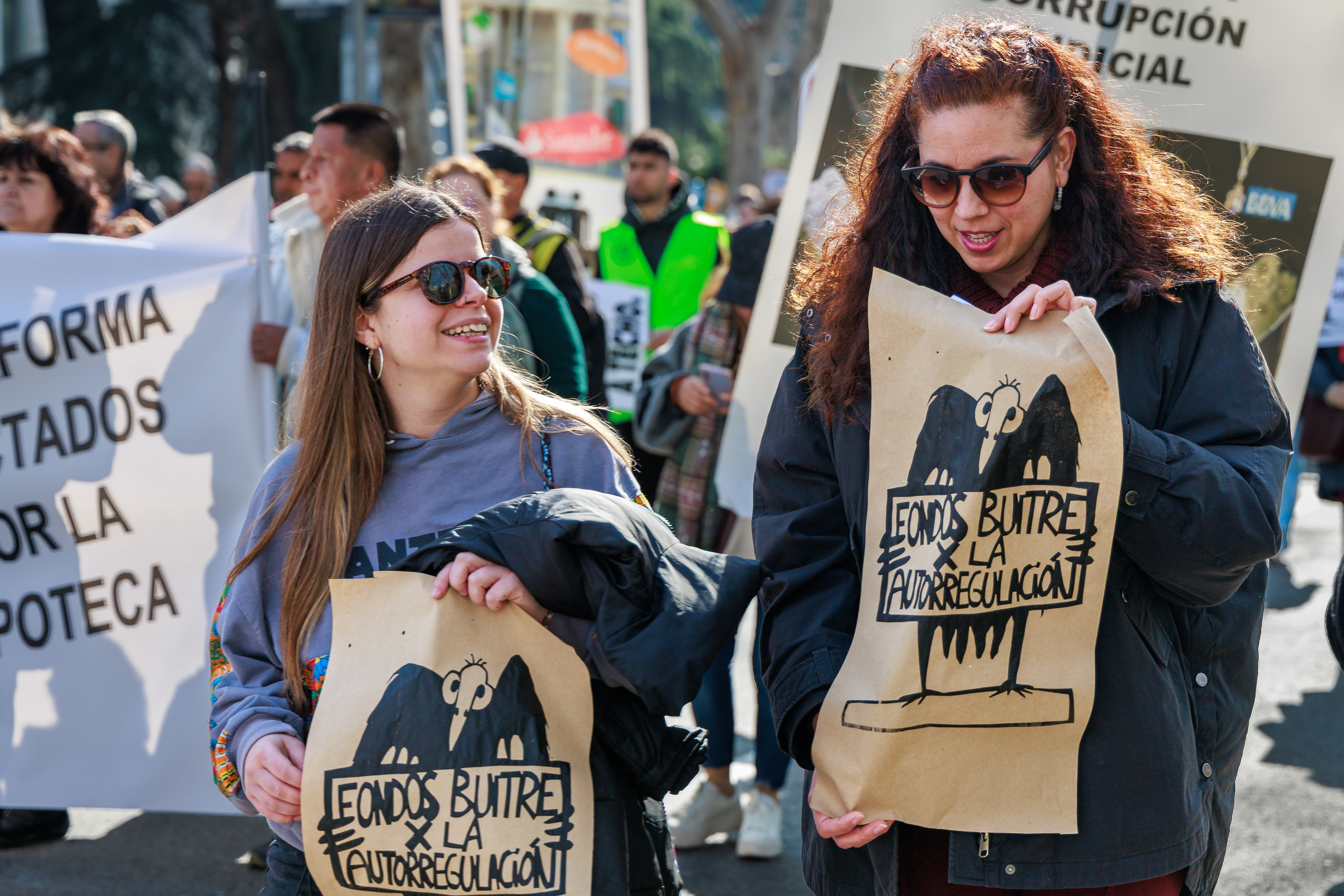
Manifestantes protestan en Madrid contra los fondos buitre durante la Manifestación por una vivienda digna en febrero de 2025

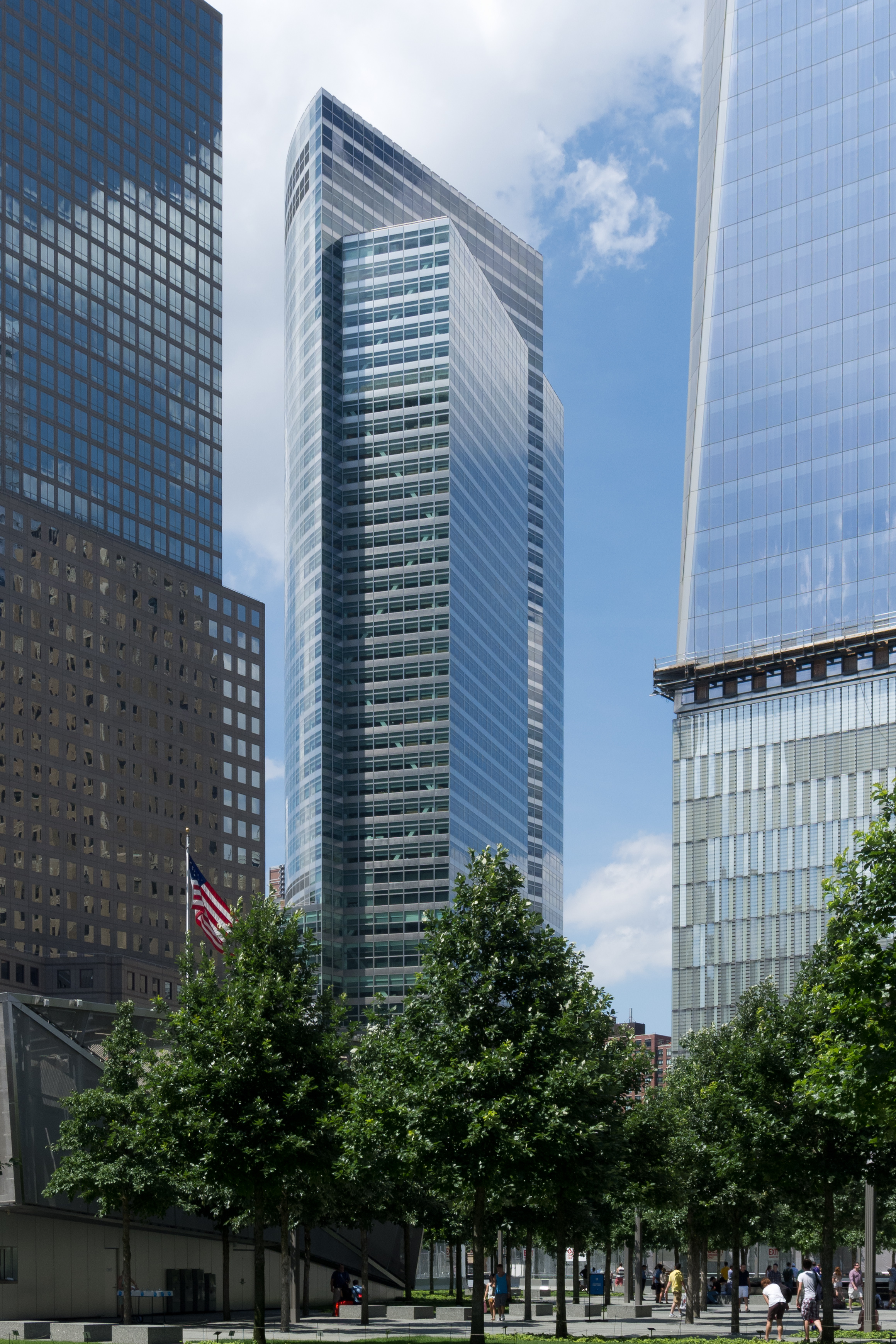
Sede central de Goldman Sachs en Nueva York, Estados Unidos

Desde la crisis inmobiliaria española de 2008-2014, grandes firmas de inversión —sobre todo estadounidenses— han pasado a controlar una parte sustancial del parque de alquiler en España, con especial concentración en Madrid capital. Blackstone Inc., el mayor fondo de capital privado del mundo, se ha convertido en el principal propietario privado de vivienda en la capital y el segundo en el conjunto de España. Posee unas 13 000 viviendas en Madrid y cerca de 19 600 en toda España. Alrededor de 185 000 viviendas de alquiler están en 2025 en manos de grandes corporaciones, aproximadamente la mitad de ellas controladas por empresas con sede en Estados Unidos.
Ese cambio de manos ocurre en un contexto de fuerte tensión en el mercado de la vivienda. En una década, desde 2015, los alquileres han subido en torno a un 57 % y los precios de compra un 47 %, mientras que el parque de viviendas no ha crecido al ritmo de la demanda. La combinación de escasez de oferta asequible, presión inversora y el escaso parque público de vivienda han agravado la vulnerabilidad residencial.
La vía por la que los fondos buitre entraron con tanta fuerza parte del estallido inmobiliario de 2008 y la crisis de deuda en la eurozona, el Estado y los Ayuntamientos, que vendieron activos para sanear cuentas. Al mismo tiempo, la banca también se deshizo de grandes carteras de viviendas con hipotecas con impagos. Blackstone Inc., Cerberus Capital Management, Goldman Sachs o Lone Star compraron unas 400 000 viviendas en todo el país. Blackstone opera en España a través de al menos 27 filiales y vehículos de inversión que utilizan distintos modelos: adquisición de viviendas ejecutadas por impago, compra de promociones enteras para su explotación en alquiler —a veces de corta estancia— y adquisición de vivienda pública que, una vez privatizada, pasa a regirse por criterios de rentabilidad como el resto de viviendas.
Un punto de inflexión fue 2013, cuando el Ayuntamiento de Madrid vendió 5000 viviendas públicas a fondos estadounidenses como Goldman Sachs. Blackstone Inc. se hizo con 1860 pisos por 128,5 millones de euros, equivalente a unos 69 500 euros por piso. Una auditoría judicial posterior concluyó que esas ventas se realizaron por debajo del precio de mercado. La entonces alcaldesa, Ana Botella, y otros responsables fueron sancionados con 26 millones de euros por mala gestión, una multa después revocada al ser recurrida. En 2025, el caso de Goldman Sachs sigue en los tribunales, aunque su aplicación resulta compleja porque muchas viviendas ya se han revendido. Estas políticas han favorecido la consolidación de grandes tenedores y la intensificación de la especulación inmobiliaria.
La arquitectura hipotecaria española ha ofrecido históricamente pocas salvaguardas para deudores en apuros: en numerosos casos, no existía dación en pago, es decir, en caso de no poder pagar la vivienda, el inquilino tenía que seguir pagándola aún habiéndosela quedado el banco. Para paliar los efectos más agudos, el Gobierno de Pedro Sánchez estableció una moratoria de desahucios por impago para hogares «vulnerables» hasta 2028, si bien esa vulnerabilidad se evalúa caso por caso. También, en 2025, ha planteado un impuesto del 100 % para compradores extracomunitarios, una medida que, de aprobarse, no afectaría a multinacionales que operan a través de sociedades locales, como hacen estos fondos.
Blackstone asegura cumplir íntegramente los contratos heredados, sostiene que los precios los determina el marco legal y el mercado —no la empresa— y subraya que su cuota sobre el total del parque es de menos del 0,12 % para argumentar que no puede mover por sí sola el precio. Añade que ha invertido unos 180 millones de euros en reformar las viviendas y que el verdadero problema es la falta de vivienda nueva.
Los colectivos de inquilinos denuncian subidas bruscas del precio del alquiler al ser compradas sus viviendas por estos fondos y denuncian que existen pisos vacíos en edificios que les pertenecen. Blackstone niega mantener viviendas desocupadas deliberadamente y lo atribuye a periodos entre contratos o a obras de mejora.
En Barcelona, los activos de Blackstone rondan las 2500 viviendas. El Ayuntamiento de Barcelona ha impulsado medidas como la facultad de tanteo y retracto (igualar ofertas para quedarse edificios y destinarlos a alquiler público) y el anuncio de eliminación gradual de los alquileres turísticos de corta duración para 2029, con el objetivo de devolver unidades al mercado residencial tradicional. Estas iniciativas buscan moderar la presión sobre la oferta y priorizar el uso habitacional permanente.

## Emancipación

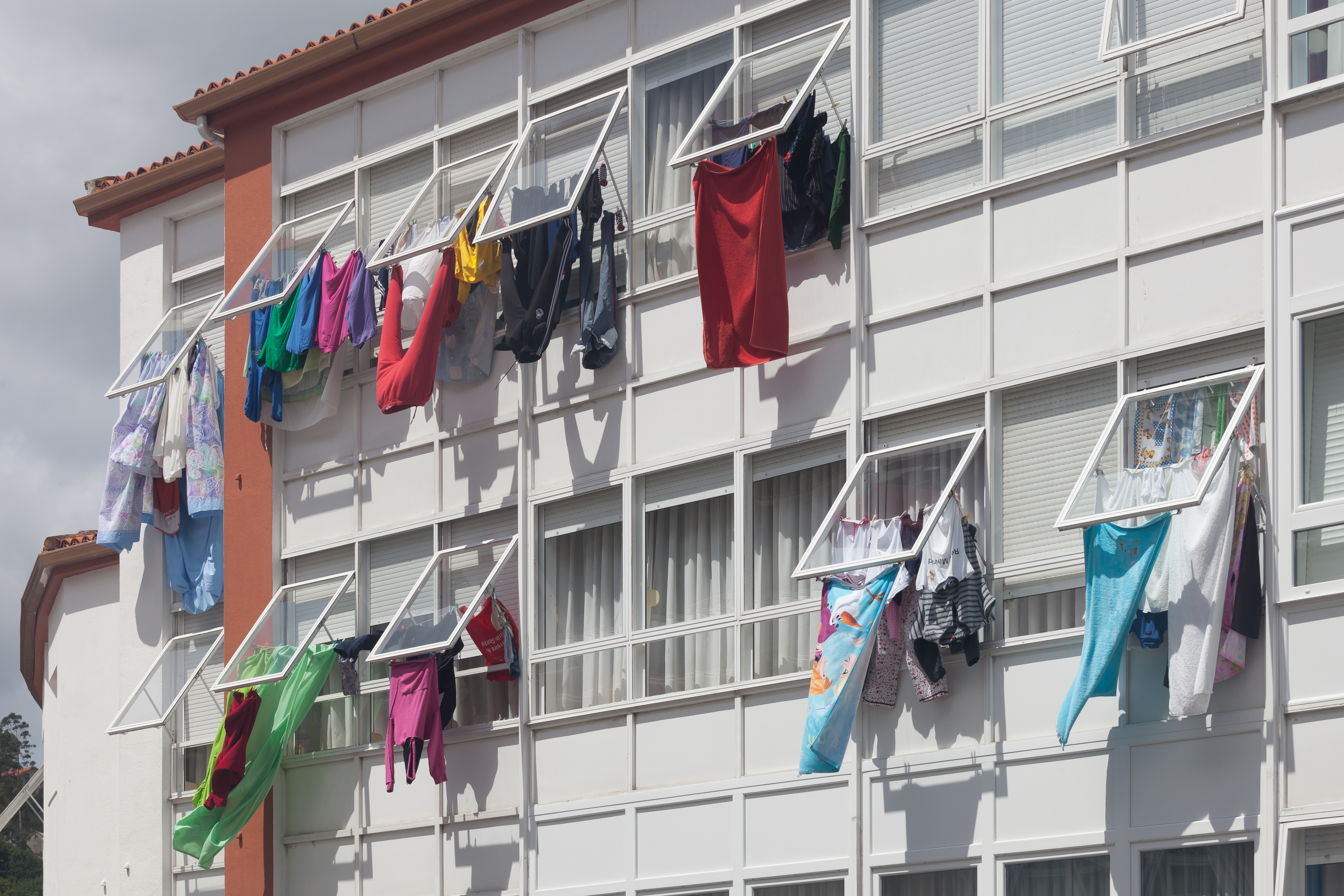
Fachada de viviendas en Muros (La Coruña, Galicia) con persianas enrollables y tendederos colgantes

Un estudio elaborado por la Unión Europea pone de manifiesto que 51 millones de jóvenes europeos siguen viviendo en casa de sus padres, a pesar de ser mayores de edad y estar en edad laboral. En España la situación económica y el mercado laboral han incidido en que muchos jóvenes no se decidan a dar el paso a «salir del nido». Uno de los motivos principales para continuar en casa de los padres es la posibilidad de evitar ciertos gastos fijos que no siempre tienen la certeza de poder afrontar. La edad media en la que se independizan los varones es mayor a la edad a la que se independizan las mujeres.
- Más de un tercio de los jóvenes españoles (entre 25 y 35 años) vive en casa de sus padres. Un 19,6 % de las mujeres optan por permanecer en casa de sus padres comparado con un 32 % de los varones.[122]

- La estadística europea refleja también que las mujeres sienten que quieren vivir en pareja antes que ellos. Casi la mitad de las mujeres ha tomado esa decisión entre los 18 y los 35 años (un 47 %), frente al 32 % de los varones.[122]

En 2021, el Segundo Gobierno de Pedro Sánchez creó el Bono de Alquiler Joven, una ayuda económica destinada a jóvenes de entre 18 y 35 años con ingresos inferiores a los 21 600 euros brutos anuales, equivalente a tres veces el IPREM, para facilitar su acceso a la vivienda. Esta subvención ofrece 250 euros mensuales durante un máximo de dos años, lo que equivale a 6000 euros en total. La ayuda está disponible en todas las comunidades autónomas de España, excepto en el País Vasco y Navarra, que gestionan sus propios programas debido a su régimen foral.

## Viviendas de protección oficial (VPO)

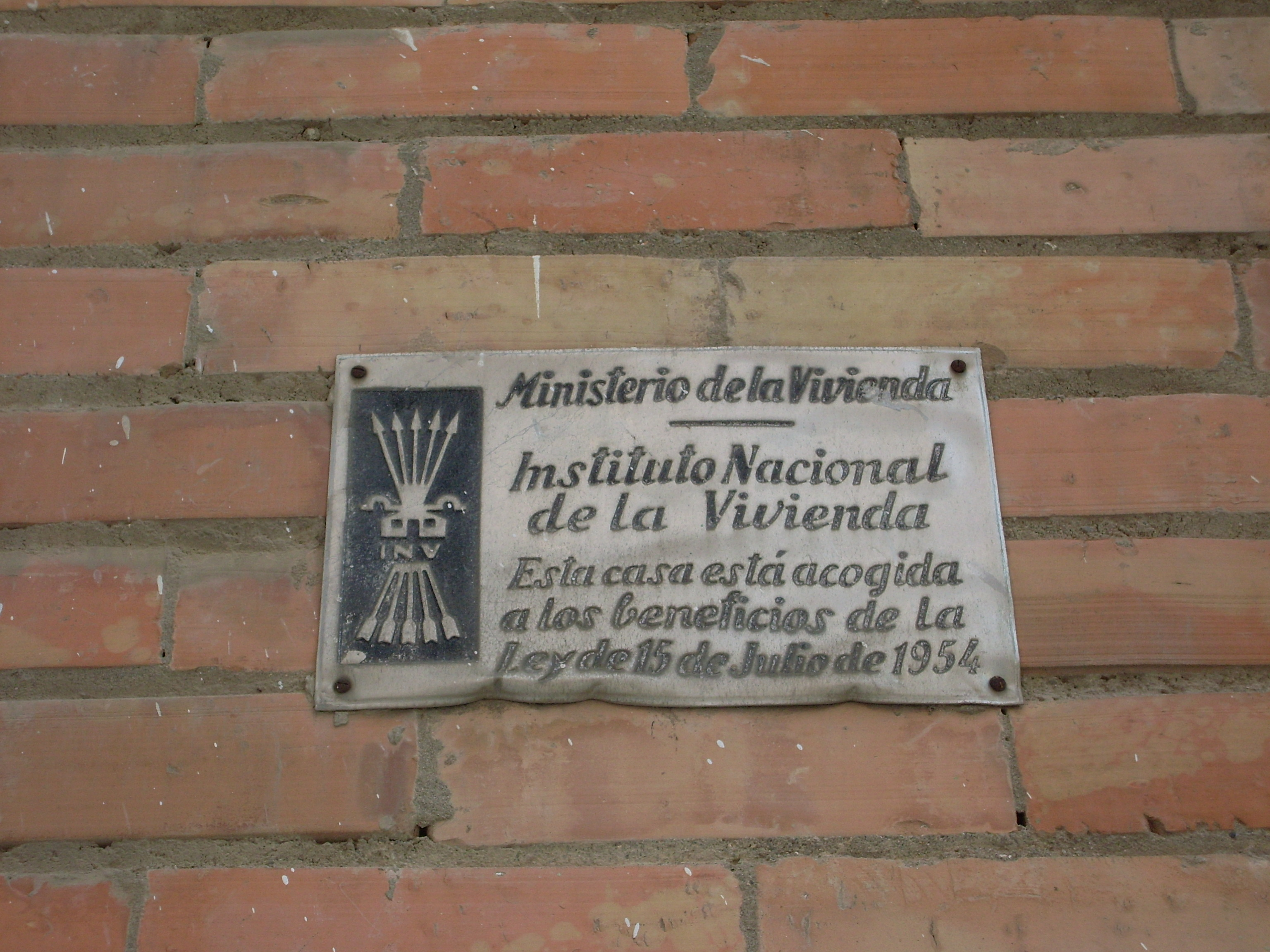
Placa del Instituto Nacional de Vivienda, atornillada a una fachada

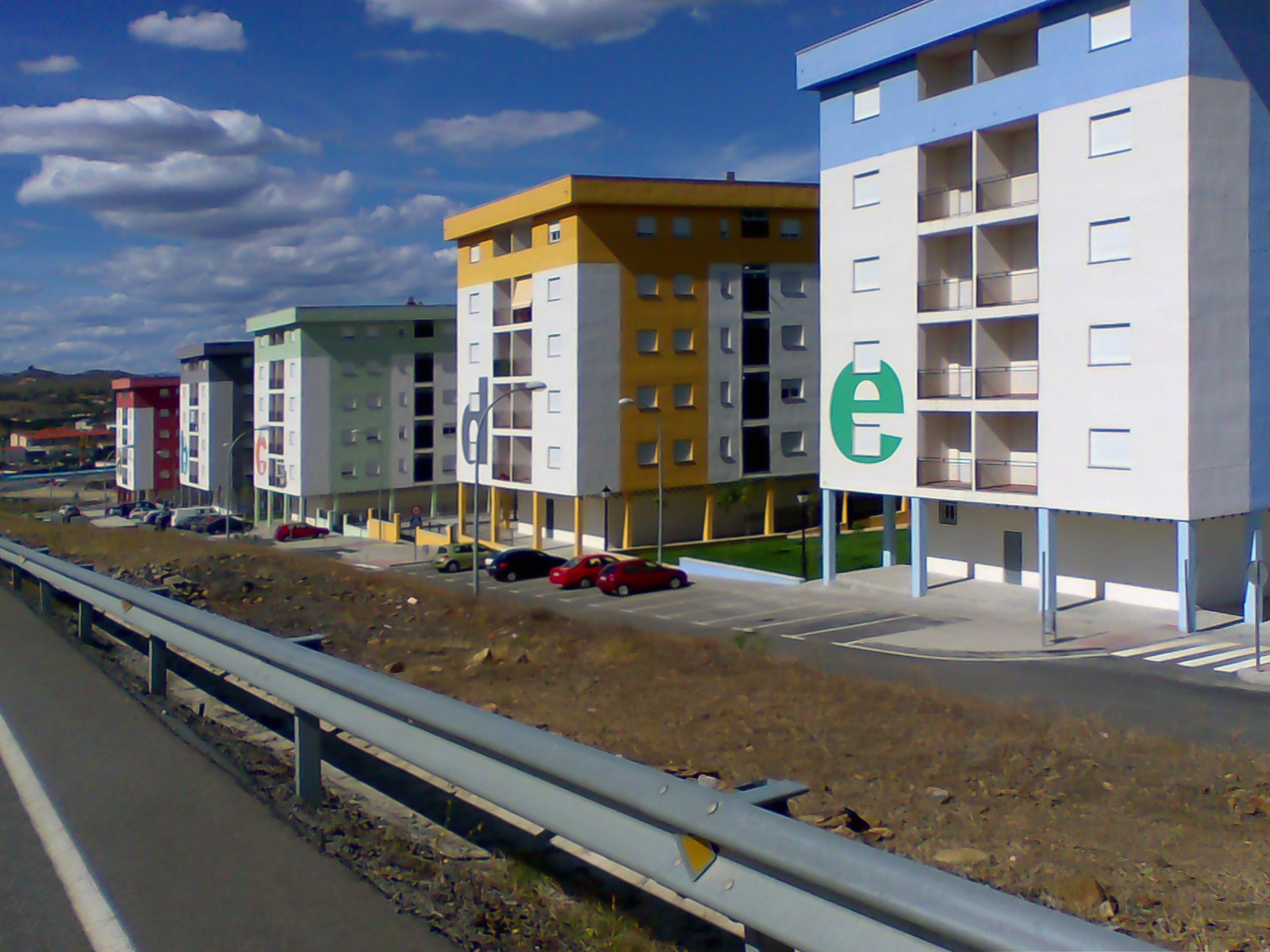
Viviendas de protección oficial en Plasencia (Cáceres, Extremadura)

Históricamente la vivienda de protección oficial ha sido una de las maneras más común de acceso a la vivienda tanto de los sectores más desfavorecidos como de funcionarios superiores de los ministerios. El Plan Estatal de Vivienda y Rehabilitación 2009-2012 establecía genéricamente las garantías y formas de ejercitar el derecho a la vivienda recogido en la Constitución Española:

..Lograr que el esfuerzo de las familias para acceder a una vivienda no supere la tercera parte de sus ingresos...

Dicho plan considera beneficiarios con derecho a protección preferente a las unidades familiares con ingresos que no excedan dos veces y media el Indicador Público de Renta de Efectos Múltiples (IPREM):
En 2013 se aprobó la ley 4/2013, de 4 de junio, de medidas de flexibilización y fomento del mercado del alquiler de viviendas. Entre otras, el proyecto de investigación europea TENLAW contribuyó a esta ley, destacándose como uno de sus impactos sociales.
En 1985, el 65 % del total de viviendas construidas en España eran de protección oficial. En 2023, suponían solo el 10 %.
Según un informe de Comisiones Obreras, publicado en 2024, si en las últimas 4 décadas no se hubieran liberalizado las viviendas de protección oficial construidas, permitiendo que los particulares las vendiesen a precio libre, España contaría con 4,7 millones de hogares a precio social, en lugar de en torno a las 300 000 que el sindicato estima que existen en 2024, lo que supone solo el 2,5 % de los hogares, frente al 9,3 % de media en los países de la Unión Europea, lejos del 20 % existente en Dinamarca o el Reino Unido. Esta maniobra, legal pasados unos años desde la construcción del inmueble, hace que los propietarios se beneficien a nivel particular por la venta de estos inmuebles construidos con dinero público, evitando que las administraciones cuenten con un parque público permanente de viviendas, poniéndolas en el mercado libre, a merced de los especuladores.
La ley 12/2023, de 24 de mayo, por el derecho a la vivienda, elaborada por el gobierno de coalición del PSOE y Unidas Podemos, presidido por Pedro Sánchez (PSOE), prohibía de manera permanente la venta, a precio libre, de vivienda de protección oficial en suelo protegido. En algunos casos, con la debida justificación de la comunidad autónoma, sí se podrían liberalizar a los 30 años. Sin embargo, el artículo 16, que indicaba esto, fue anulado por el Tribunal Constitucional por tener «un nivel de detalle excesivo», al tener las comunidades autónomas la exclusiva competencia sobre vivienda. Desde 2003, en el País Vasco, todas las viviendas de protección oficial construidas mantienen su titularidad pública de forma permanente, por lo que se calcula que existen 76 000 viviendas públicas. Asimismo, la nueva ley aumenta del 30 %, exigido por la ley de Suelo y Rehabilitación Urbana, al 40 %, el porcentaje de reserva de suelo dedicado a viviendas de protección oficial en suelos de nueva urbanización, y del 10 % al 20 % en barrios ya existentes.
En diciembre de 2024, el Gobierno de Pedro Sánchez (PSOE) anunció la creación de una empresa pública de vivienda para construir y gestionar viviendas públicas. En este sentido, en julio de 2025 el Gobierno anunció la transferencia de 40 000 inmuebles de la Sareb a la Entidad Pública Empresarial de Suelo (SEPES), germen de la nueva empresa estatal de vivienda, que pasarán a formar parte del parque público de vivienda a perpetuidad y cuyo alquiler estará por debajo del precio de mercado, sin superar el 30 % de los ingresos de los arrendatarios.

## Viviendas vacías
El Censo de Población y Viviendas del Instituto Nacional de Estadística (INE) señala que en España existen aproximadamente 3,83 millones de viviendas que se encuentran vacías en todo el país. Esta cifra representa el 14,4 % del total del parque de viviendas, que asciende a algo más de 26,62 millones de inmuebles. En comparación con el censo anterior, realizado en 2011, el número de viviendas vacías ha aumentado en más de 435 000 unidades. Esto supone un incremento del 12,9 % en solo diez años. Es decir, cada vez hay más casas construidas que no están siendo utilizadas, ni como residencia habitual ni como vivienda en alquiler o de uso temporal.
Las viviendas vacías se concentran de forma mucho más significativa en las poblaciones pequeñas, es decir, en aquellos municipios que tienen menos de 10 000 habitantes. Aunque en estas localidades solo vive el 20,3 % de la población española, albergan el 45 % de todas las viviendas vacías del país. Esto indica que, proporcionalmente, hay muchas más casas vacías en zonas rurales o semirrurales que en las grandes urbes. Las razones pueden estar relacionadas con la despoblación, el envejecimiento de la población, o la migración de los jóvenes a ciudades más grandes en busca de trabajo y servicios.
En las grandes ciudades, aquellas con más de 250 000 habitantes, vive un porcentaje similar de población, el 23,8 %, pero solo concentran el 10,5 % de las viviendas vacías. Esto sugiere que en las grandes urbes las viviendas tienden a estar ocupadas, ya sea por residentes permanentes o a través del mercado del alquiler. La mayor demanda de vivienda y el dinamismo económico de estas zonas contribuyen a que la rotación o el uso de inmuebles sea mucho mayor.
Cuando se analizan las ciudades de más de 200 000 habitantes, las que tienen el porcentaje de viviendas vacías más elevado son Santa Cruz de Tenerife, con un 17,3 %, seguida por Vigo, con un 15,1 %, La Coruña, con un 14,7 %, Las Palmas de Gran Canaria, con un 14,3 %, y Cartagena, con un 13,3 %. En contraste, en las grandes ciudades, Barcelona tiene vacías el 9,3 % de las viviendas, Valencia el 8,8 %, Sevilla el 7,5 %, Málaga el 6,4 %, Madrid el 6,3 % o Zaragoza el 4,6 %, con cifras por debajo de la media nacional, del 14,4 %.

## Okupación
La okupación ilegal de viviendas en España ha sido objeto de un intenso debate público, aunque los datos oficiales indican que su incidencia es limitada. Según datos del Ministerio del Interior, en 2023 se registraron 15 289 casos de ocupación ilegal, lo que representa aproximadamente el 0,06 % de las 27 millones de viviendas existentes en el país. La mayoría de estas ocupaciones afectan a viviendas deshabitadas, muchas de las cuales pertenecen a entidades financieras o grandes tenedores, y no a domicilios habituales.
Desde determinados medios de comunicación y partidos políticos se ha amplificado la percepción de la okupación como un problema mayor de lo que realmente representa, desviando así la atención de cuestiones estructurales más críticas en el ámbito de la vivienda en España, como el aumento de los precios, la escasez de oferta, la proliferación de pisos turísticos y la concentración de propiedades en manos de grandes tenedores.
Periodistas como Ana Rosa Quintana o Susanna Griso han sido criticados por dar excesivo espacio televisivo a noticias sobre ocupaciones ilegales y, en particular, a la empresa Desokupa, sobredimensionando el problema de la okupación de viviendas. Por otra parte, desde distintas plataformas se ha denunciado que Ana Rosa Quintana cuenta con 44 pisos turísticos en propiedad en Madrid y Sevilla, lo que ha sido criticado como un posible conflicto de interés.
Desokupa, y su líder Daniel Esteve, han mantenido una presencia constante en medios de comunicación y redes sociales, y argumentan ofrecer soluciones rápidas y efectivas para propietarios que necesitan recuperar sus propiedades de manera legal y segura. Algunas críticas señalan que sus prácticas pueden estar en los límites de la legalidad, y se ha cuestionado su vinculación con ideologías de extrema derecha, con su líder, Daniel Esteve, participando activamente en el debate político en medios y redes sociales. Desde el ámbito político, la coalición Sumar solicitó la ilegalización de Desokupa, argumentando que actúa como un grupo parapolicial de ultraderecha y representa un peligro para la democracia. El ministro del Interior, Fernando Grande-Marlaska, calificó a los miembros de Desokupa como «macarras y chulos de poca monta», señalando que no tienen cabida en las fuerzas y cuerpos de seguridad del Estado.
Este miedo infundido desde los medios, aunque la incidencia de la okupación sea baja, hace que la percepción del riesgo sea alta, y puede impulsar, por ejemplo, el crecimiento del mercado de alarmas y sistemas de seguridad. Según el Observatorio Sectorial DBK de INFORMA, el número de conexiones activas a centrales receptoras de alarmas en España superó los 3 millones en 2023, con un aumento del 5,1 % respecto al año anterior. Además, una encuesta de la Agencia de los Derechos Fundamentales de la Unión Europea (FRA) de 2021 reveló que el 42 % de los españoles considera la okupación como una preocupación importante, a pesar de que los casos reales son relativamente bajos.
| Hechos conocidos por allanamiento y usurpación de inmuebles en España |
|                                                                       |
| Crisis económica de 2008-2014 Pandemia de COVID-19                    |

Desde 2010, los casos de allanamiento de morada y usurpación de inmuebles en España han mostrado una tendencia al alza, con un notable incremento durante los años de la crisis económica de 2008-2014 y la pandemia de COVID-19. Entre 2010 y 2014, el número de incidentes creció significativamente, alcanzando más de 10 000 casos en 2014, debido a factores como la burbuja inmobiliaria y la crisis económica. A partir de 2015, los números se estabilizaron en torno a los 10 000 casos anuales, pero en 2018-2021 se produjo un nuevo auge, alcanzando su pico más alto en 2021, con 17 274 casos, posiblemente relacionado con el impacto de la pandemia y el aumento de viviendas vacías. El Gobierno, especialmente el Ministerio del Interior, suele pedir no alarmar sobre la okupación, pues los casos de allanamiento son pocos en comparación con los casos de usurpación: el allanamiento se produce con la ocupación de una vivienda habitada, mientras que la usurpación se refiere a la ocupación de una propiedad deshabitada, y el Ministerio del Interior da los datos en conjunto. En 2024, las tres comunidades autónomas con mayor número de casos de allanamiento y usurpación de inmuebles son Cataluña, con 7009 casos, Andalucía, 2207 casos, y la Comunidad Valenciana, con 1767 casos, destacando Cataluña con una cifra considerablemente más alta que las demás. Por otro lado, los tres territorios con menor incidencia son las ciudades autónomas de Melilla, con 11 casos, y Ceuta, con 14 casos, y la comunidad autónoma de La Rioja, con 65 casos.
En noviembre de 2024, el tercer Gobierno de Pedro Sánchez aprobó la Ley Orgánica 1/2025, de 2 de enero, de medidas en materia de eficiencia del Servicio Público de Justicia, lo que, entre otras cosas, permitirá agilizar deshaucios en caso de okupación a través de los llamados «juicios rápidos». A partir de abril de 2025, fecha de entrada en vigor, cuando una persona interponga una denuncia por allanamiento de morada o usurpación de vivienda, los acusados deben comparecer el juez en un plazo máximo de 15 días y el magistrado dictar sentencia en un plazo de tres días. El allanamiento se produce con la ocupación de una vivienda habitada, mientras que la usurpación se refiere a la ocupación de una propiedad deshabitada. En casos de allanamiento, la policía puede ejecutar el desalojo en un plazo de 48 horas si se demuestra que la vivienda está ocupada sin título legítimo.